# キミ・ライコネン
キミ＝マティアス・ライコネン（フィンランド語: Kimi-Matias Räikkönen, 1979年10月17日 - ）は、フィンランド・ウーシマー県エスポー出身のレーシングドライバー、元フォーミュラ1ドライバー。2007年のF1ワールドチャンピオン。フィンランド語に近いカナ表記は「キミ゠マティアス・ライッコネン」となる。ニックネームは「アイスマン」。

## 初期の経歴
5歳の時に兄のお下がりのモトクロスバイクに乗り始め、8歳の時に兄とともにカートを始める。12歳の時より本格的なレースに参戦し、1999年までにカートで数々のタイトルを獲得した。
1999年にはフォーミュラ・フォード・ユーロカップに参戦するが、資金難により数戦で参戦を取りやめている。しかし、同時期に参戦したフォーミュラ・ルノー・イギリス選手権のウィンターシリーズではマノー・モータースポーツのシートを得て4戦4勝し、翌2000年のレギュラーシーズンは10戦中7勝、2位1回、3位2回という圧倒的な成績でチャンピオンを獲得した。
ジュニア・フォーミュラにはこの2年弱の期間に23レースに参戦したに過ぎなかったが、その内13レースで勝利を上げ、53パーセントという高い勝率を記録している。
この後、日本のチームから全日本F3選手権参戦のオファーを受けるが、フォーミュラ・ルノーでの成績に注目したザウバーF1チームのオーナーペーター・ザウバーは、2000年9月に催された同チームのテストに招き、スペインのヘレス・サーキット、カタロニア・サーキットでテストをさせた。フォーミュラ3の経験すら無いライコネンだったが、テスト2日目ではレギュラードライバーのペドロ・ディニスを0.5秒上回るタイムを記録し、このテストの様子を見ていたミハエル・シューマッハはペーター・ザウバーに対してライコネンとの契約を推薦している。2度のテストの後のインタビューでは「F1の運転はすごく簡単だった。フォーミュラ・ルノーに戻るより簡単だ」と語っている。この走りに度肝を抜かれたペーター・ザウバーは、「テレメトリーを見てみるとキミはF1マシンを楽々ドライブしている。まるでクルマの中から生まれて来たみたいだよ！」と語り、ライコネンとレギュラードライバー契約を交わした。

## F1第一期(2001-2009年)

### ザウバー時代

#### 2001年
フォーミュラカーでのレースはフォーミュラ・ルノーの23戦のみで、F3すら経験せずにF1に参戦することについて、（当時のFIA会長であるマックス・モズレーを含め）他の関係者からの批判は小さなものではなかった。当初ライコネンの国際自動車連盟（FIA）から発給されたスーパーライセンスは4戦限定の仮ライセンスで、危険であれば取り消される可能性もあった。
しかし、デビュー戦オーストラリアグランプリでいきなり6位入賞を果たし、その後正式にスーパーライセンスが発給された。第6戦オーストリアグランプリ、第8戦カナダグランプリではともに4位入賞するなど、全17戦中4戦で入賞して9ポイントを獲得し、ドライバーズランキング10位となる。国際F3000選手権チャンピオン経験のあるチームメイトのニック・ハイドフェルド（12ポイント獲得）と予選、決勝とも互角の成績だったことで、チームスタッフや関係者は度肝を抜かれた。レース中のラップタイム、最速タイムはハイドフェルドを凌いでいた。これは、後にマクラーレンがライコネンを抜擢した決定的な理由となる。そしてこの年、ザウバーチームはコンストラクターズランキング4位というF1参戦開始以来最高成績でシーズンを終えた。

### マクラーレン時代

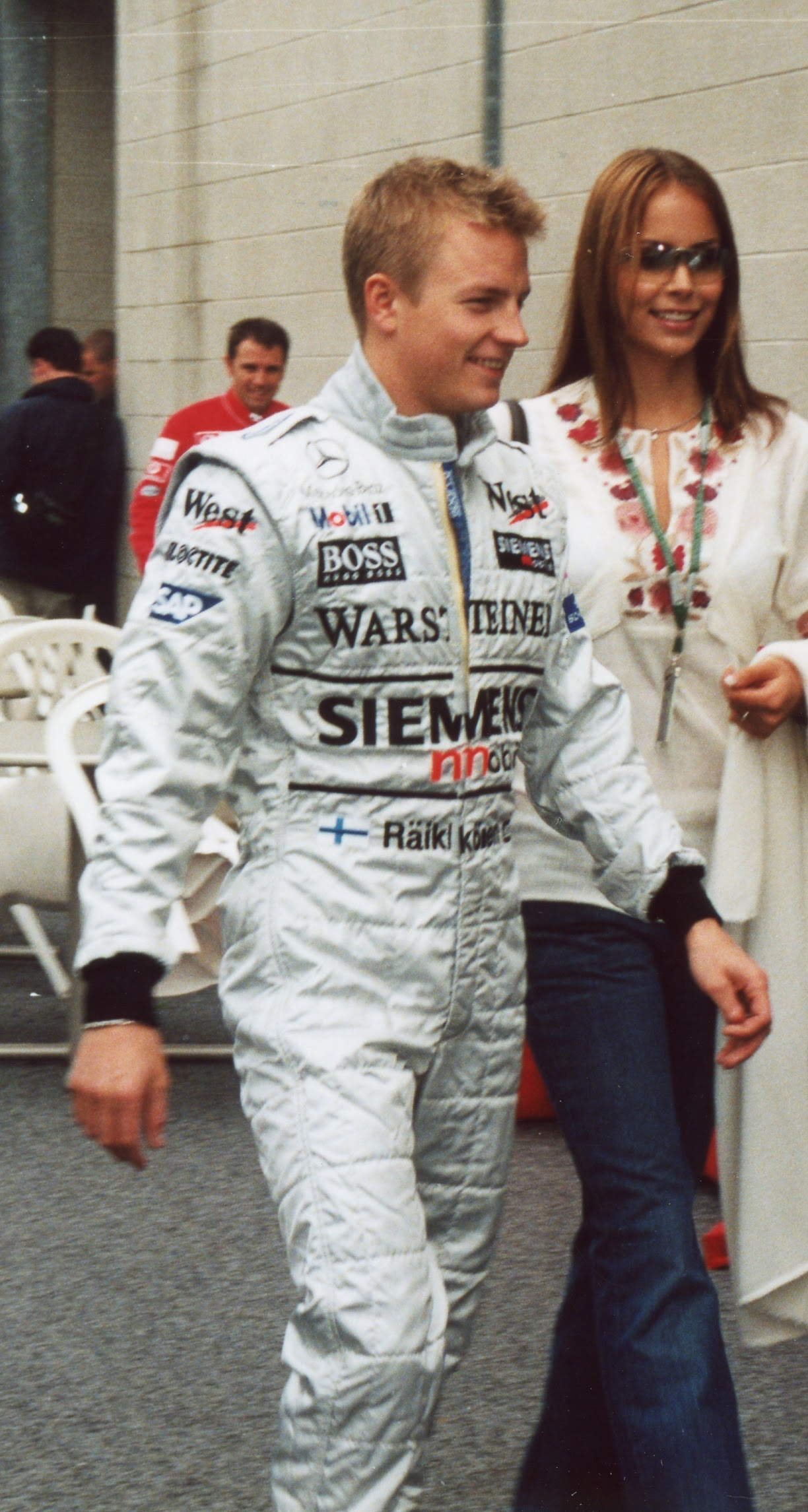
マクラーレン時代のライコネン

ザウバーでの活躍は、当時ザウバーにエンジンを供給していたフェラーリからもその速さを注目され、2002年についてはフェラーリに移籍する可能性が囁かれていたが、フェラーリよりいち早くアプローチしたマクラーレン・メルセデスが、ミカ・ハッキネンの後任としてライコネンを抜擢した。

#### 2002年

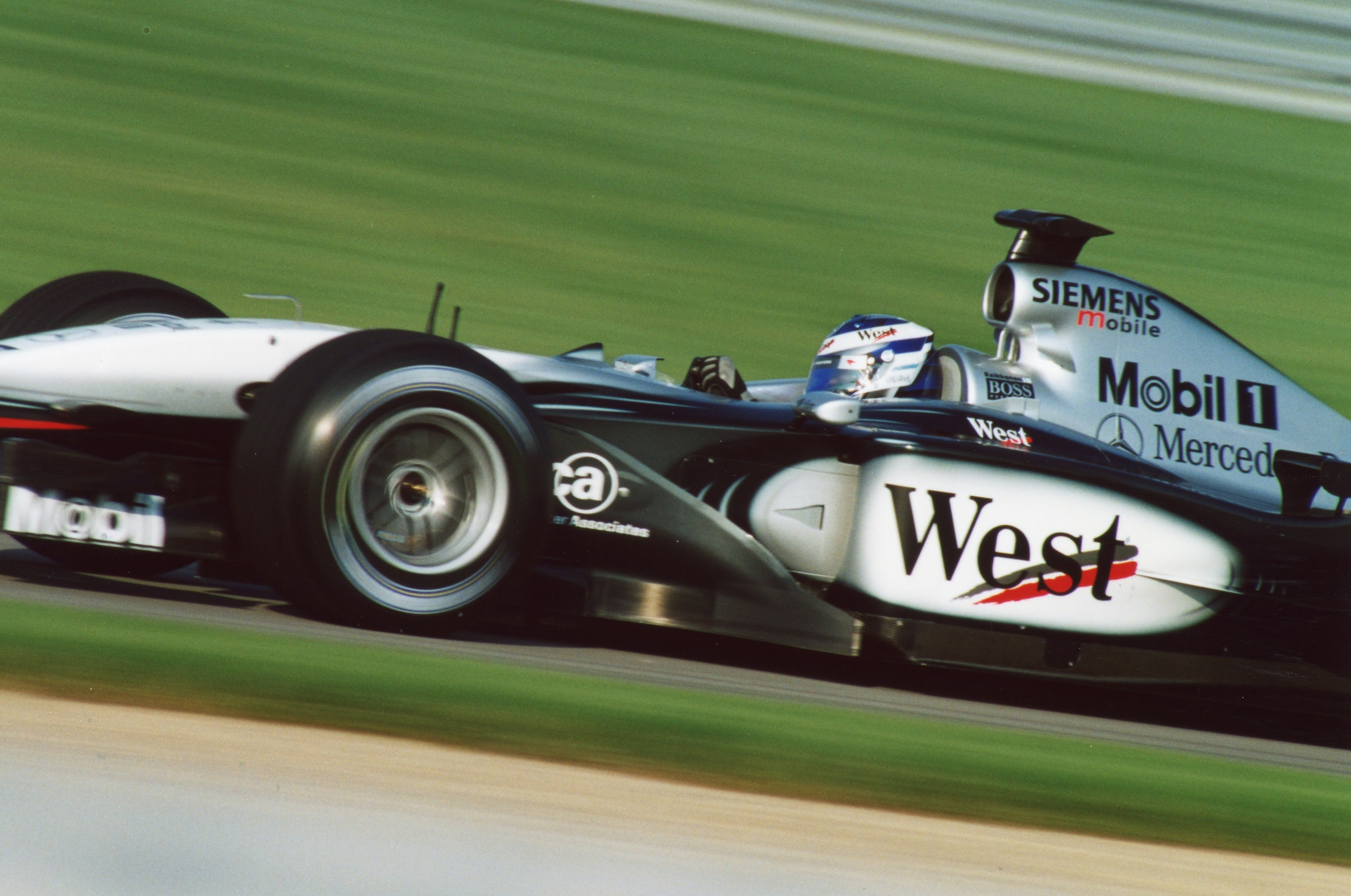
2002年 アメリカGP

開幕戦オーストラリアグランプリで自身初のファステストラップを記録するとともに3位に入賞して初表彰台を獲得するなど、年間で4回の表彰台を獲得し、24ポイントを獲得した。リタイアは10回を記録したが、内ミスによるものは第12戦ドイツグランプリの1度だけで、残りは全てメカニカルトラブルによるものだった。中でも度重なるエンジントラブルに悩まされ、第14戦ベルギーグランプリから第16戦アメリカグランプリにかけての3戦連続を含め、計6戦をエンジントラブルによって失った。
第11戦フランスグランプリでは、首位を走行中に残り6周というところで前を走る周回遅れのアラン・マクニッシュの車から出たオイルによりスリップし、その隙をついたミハエル・シューマッハにオーバーテイクされ2位に終わった。

#### 2003年
マクラーレンの新車開発の遅れにより、前年型『MP4-17』の改良型である『MP4-17D』で臨んだ。
第2戦マレーシアグランプリで初優勝を飾ったのち、第9戦ヨーロッパグランプリで自身初のポールポジションを獲得。第15戦アメリカグランプリでも2回目のポールポジションを記録するなど頭角を現し、優勝こそ1回のみであったが、安定してポイントを積み上げたことで、当時ドライバーズタイトル3連覇中のシューマッハと最終戦までタイトル争いを演じた。最終的に2点差で敗れはしたものの、ドライバーズポイントランキングで2位を獲得した。

#### 2004年
開幕戦から新車『MP4-19』を投入するものの、車は競争力に乏しく、信頼性にも欠けていた。度々マシントラブルに見舞われ、7戦終了時点で4回のリタイアを喫し、第4戦サンマリノグランプリでの8位入賞による1ポイントしか獲得できなかった。
しかし、第8戦カナダグランプリでは決勝レースで5回ものピットストップをしながらも5位入賞を果たし、第9戦アメリカグランプリでも6位入賞することでシーズン中盤になって復調の兆しを見せた。第10戦フランスグランプリでマクラーレンが改良車『MP4-19B』を投入すると、続く第11戦イギリスグランプリ予選でシーズン初のポールポジションを獲得し、決勝では同年初の表彰台となる2位を獲得した。その後第14戦ベルギーグランプリではシーズン初優勝を飾った。

#### 2005年

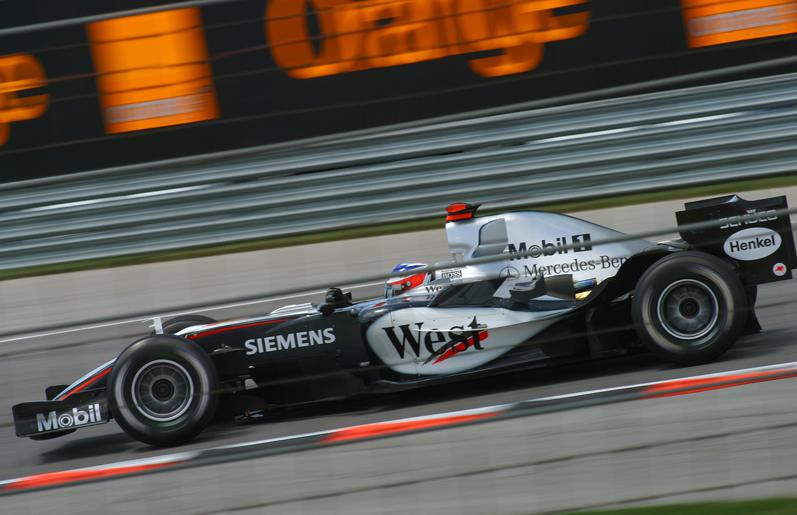
2005年アメリカGP

開幕当初はマクラーレンの新車『MP4-20』の信頼性不足によりやや出遅れた。しかし、第4戦サンマリノグランプリから3戦連続ポールポジションを獲得し、第5戦スペイングランプリ、第6戦モナコグランプリではポール・トゥ・ウィンを達成するなど次第に調子を上げ、チャンピオン争いに絡んでいく。第7戦ヨーロッパグランプリでは、首位で迎えたファイナルラップにおいてサスペンション破損によりリタイア（記録上は11位完走扱い）し、タイトルを争うフェルナンド・アロンソに優勝を許してしまった。
特筆すべきは第18戦日本グランプリ。予選ではタイムアタック直前に雨が降り出すという不運に見舞われ17位スタートとなるが、決勝のオープニングラップで12番手まで順位を上げると、怒濤の追い上げで20周目には7番手までポジションを上げた。その後もじわじわと順位を上げ38周目のジャンカルロ・フィジケラのピットストップと、41周目のジェンソン・バトンのピットストップによりトップに立つが、残り8周でのピットインによって、首位をジャンカルロ・フィジケラに明け渡し2位に後退する。しかし1秒以上速いペースで追い上げその差を取り戻し、ファイナルラップの1コーナーでフィジケラをアウトからオーバーテイクし優勝を果たす、というレースを展開した。
決勝後の記者会見では「今日のレースは間違いなく僕のベストレースに入るだろうね」と語った。
5回のポールポジション獲得や、年間最多タイ記録の10回のファステストラップ獲得、7回の優勝を飾るなどの活躍を見せ、ルノーのアロンソと激しいチャンピオン争いを繰り広げたが最終的に及ばず、ランキング2位でシーズンを終えた。
シーズン7勝は、チャンピオンのアロンソと並び2005年シーズンの最多勝である。また、ワールドチャンピオンを獲得できなかったドライバーがそのシーズン中に挙げた勝利数としては当時の最多タイ記録となるものである。

#### 2006年

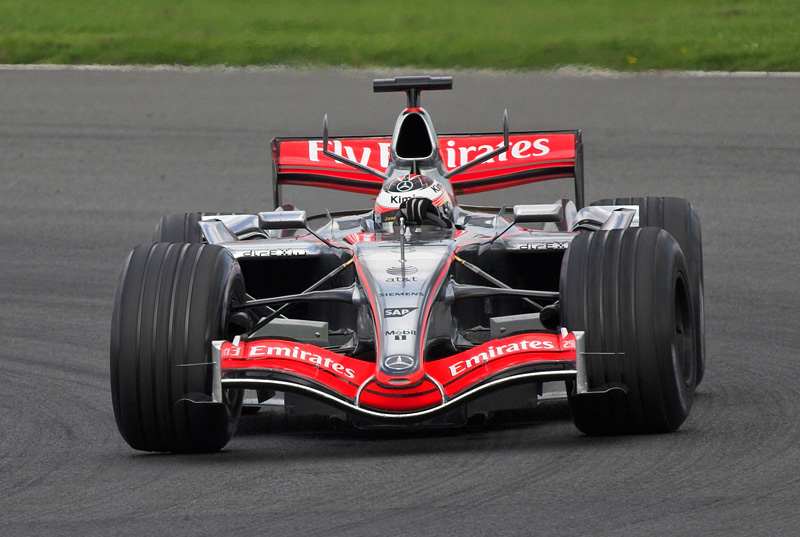
2006年シルバーストンテスト

さらなる飛躍が期待された2006年であったがこの年のマシン、『MP4-21』は信頼性が高いとはいえず様々なトラブルでノーポイントで終えたレースが多かった。開幕戦バーレーングランプリでは予選第1ピリオドでマシンが壊れ最後尾スタートとなったが、素晴らしい追い上げを見せ3位表彰台を獲得したり、予選では3度のポールポジションを獲得するなどしたが、マシントラブルやミス、ライバルの戦略により逆転されるなどしていずれも優勝とはならず、コンスタントにポイントを稼ぎはしたもののこの年は未勝利に終わった。ランキングは5位となった。
第15戦イタリアグランプリ終了後に、この年限りで引退するミハエル・シューマッハの後任として、2007年からフェラーリへの移籍が発表された。ミカ・サロ以来となるフィンランド人フェラーリドライバーとなる。ライコネンは同グランプリで2位表彰台を獲得し、シューマッハの優勝会見での引退発表に同席する形となった。

### 第1期フェラーリ時代

#### 2007年

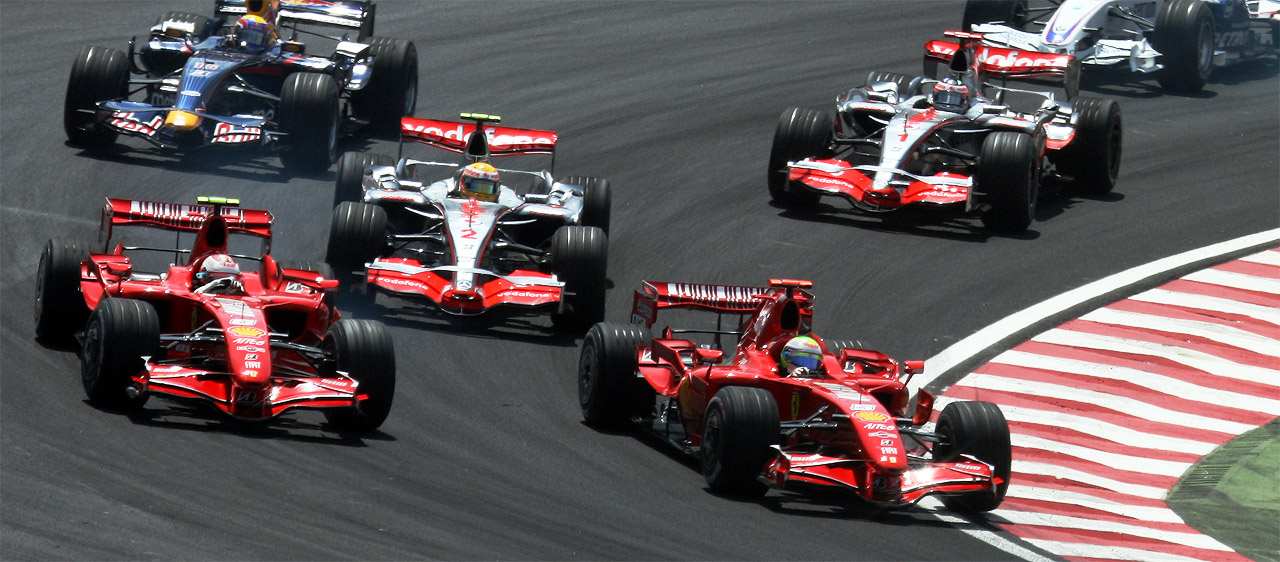
2007年ブラジルGPのスタート直後。ライコネンは手前左端。スタートで2位に浮上し、この後マッサをかわしてワールドチャンピオンを獲得した。

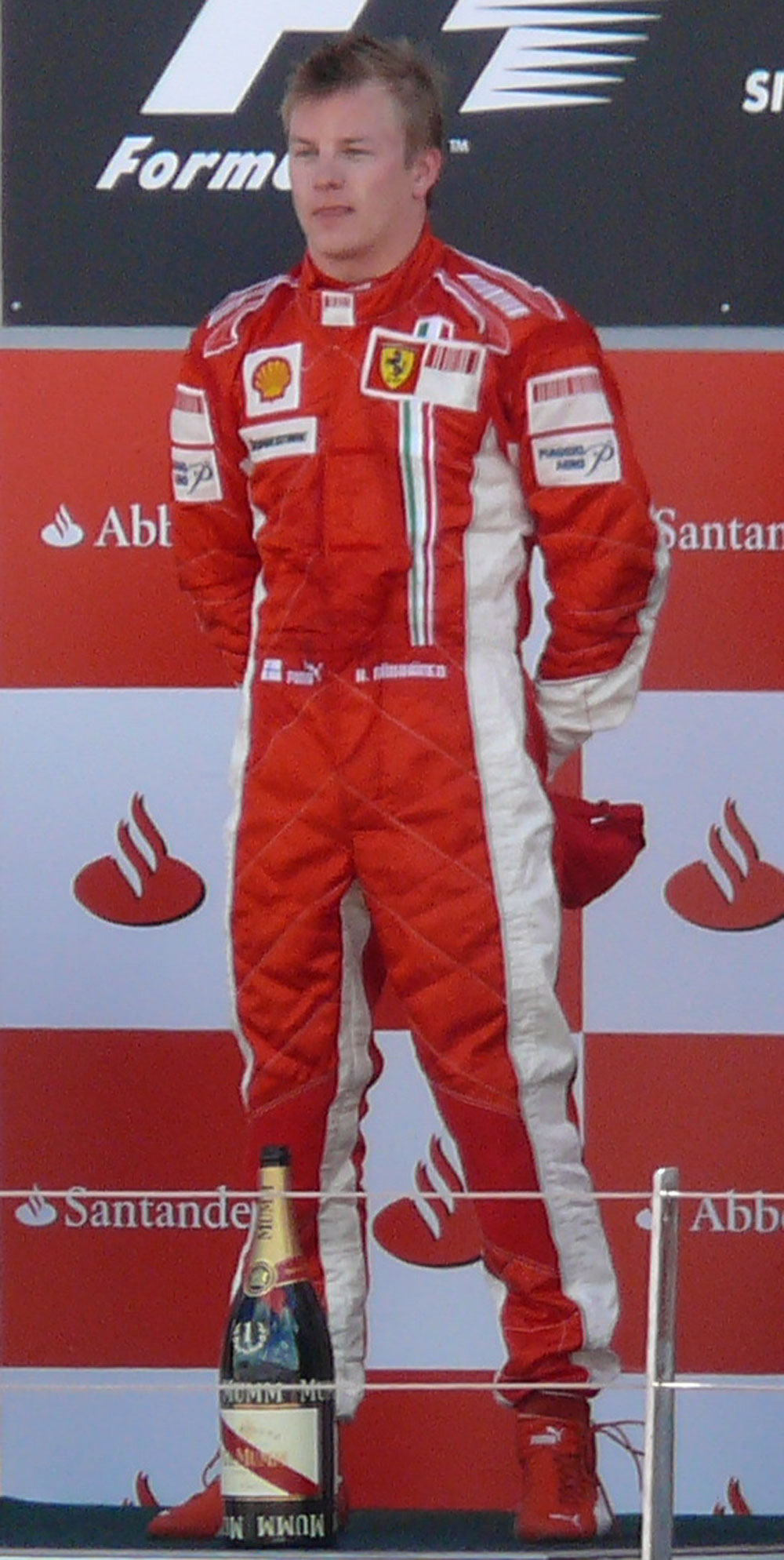
2007年イギリスGPで表彰台に立つライコネン

フェラーリ移籍初戦となった開幕戦オーストラリアグランプリで自身初めてポールポジション・ファステストラップ・優勝を獲得するハットトリックを達成した。移籍初年度でハットトリックを決めたドライバーとしてはフェラーリが1950年からF1参戦してから初となる歴史的快挙である。開幕戦から3戦連続で表彰台に上がる活躍を見せるも、第4戦スペイングランプリではマシントラブルによりリタイヤに終わる。第6戦カナダグランプリ・第7戦アメリカグランプリでもマクラーレンの連勝を許し、ランキング首位のルイス・ハミルトンとのポイント差は26となった。
第8戦フランスグランプリ、第9戦イギリスグランプリを連勝してポイントを挽回した。第14戦ベルギーグランプリにおいてはポールトゥーウィンを果たし、スパ・フランコルシャン3連覇を記録した。ハミルトンとの得点差は残り2戦で17ポイントと依然として大きかったが、第16戦中国グランプリでハミルトンがリタイアし、自身が優勝したことにより望みをつなぎ、最終戦ブラジルグランプリにて予選3位から優勝を果たし、ハミルトンが7位、アロンソが3位に終わったため、ランキング3位から逆転、2位以下と僅か1ポイント差で初のワールドチャンピオンを獲得した。最大26ポイント差を跳ね返す、F1史上最大の逆転劇であった。
ライコネンは中盤から最終戦まで7連続表彰台を獲得し、安定してポイントを獲得したこともチャンピオンに輝いた1つの要因となった。この年のチャンピオン争いは最終的に1位ライコネン110ポイント、2位ハミルトンと3位アロンソが109ポイントであり、さらにシーズン最終戦まで三つ巴の争いが続くというF1史上でも稀に見る激戦であった。なお2023年現在、フェラーリのドライバーが獲得したドライバーズタイトルはこの年のライコネンのタイトルが最後となっている。

#### 2008年

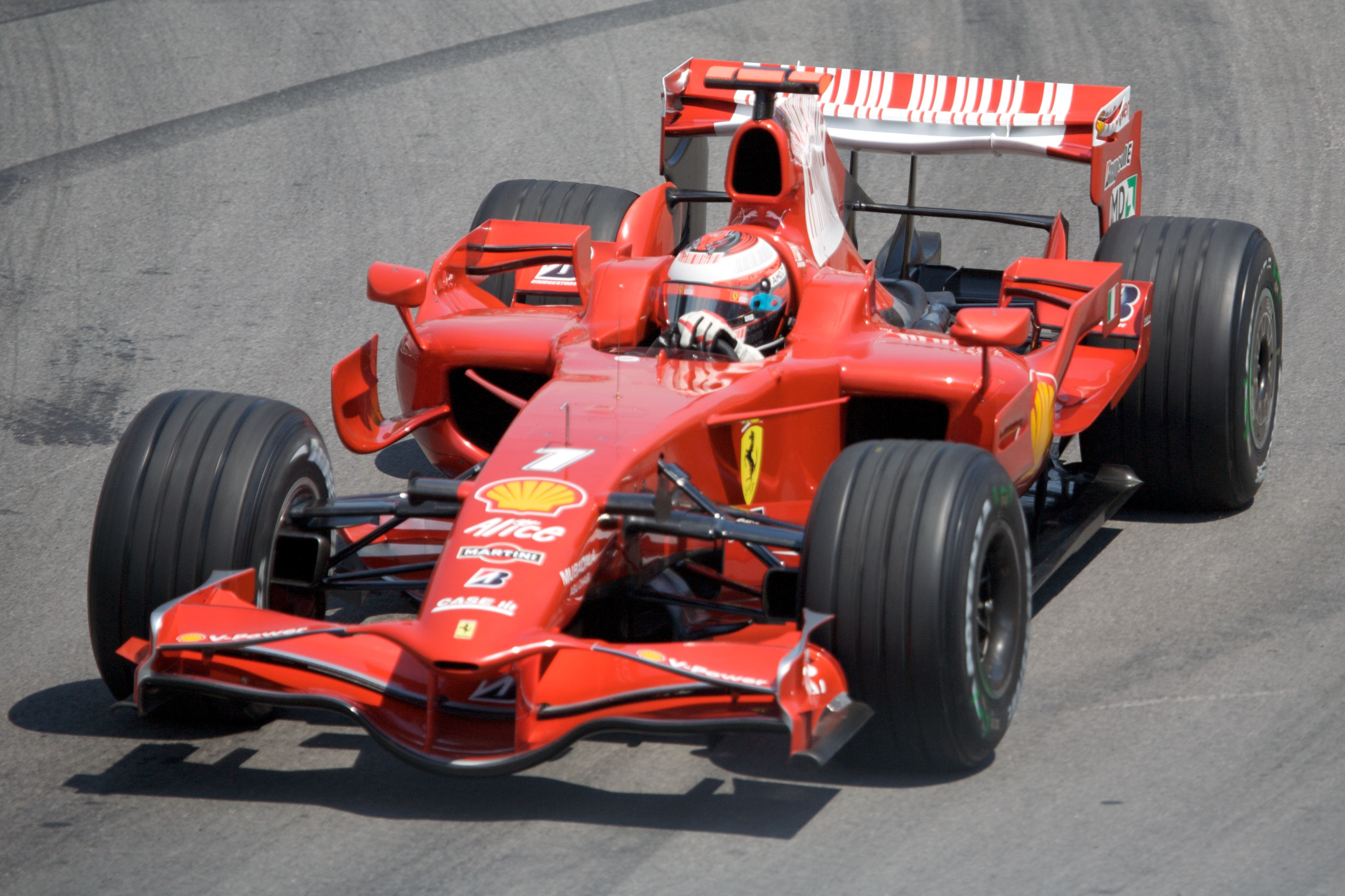
2008年カナダGP

2008年は第2戦マレーシアグランプリにおいてシーズン初優勝を飾ると、第4戦スペイングランプリでは自身2度目となるハットトリックで完全勝利を達成した。しかし、この勝利がシーズン最後の勝利となった。
第6戦モナコグランプリでは様々なミスを犯し、後方での戦いを余儀なくされたあげく、予選19番手からスタートし5位走行と健闘していたフォース・インディアのエイドリアン・スーティルに追突し、リタイアに追い込んでいる。続く第7戦カナダグランプリではピットレーン出口でレッドシグナルで停止中に、ハミルトンに追突されリタイアを喫する。更に第8戦フランスグランプリでは首位を快走していたが、エキゾーストの破損によりペースが下がり、2位に終わった。
第12戦ヨーロッパグランプリから第15戦シンガポールグランプリまでトラブルやミスが相次ぎ4戦連続ノーポイントに終わっている。これが影響し、第16戦日本グランプリを終えてタイトル防衛の可能性は消滅した。第17戦中国グランプリではハミルトンとタイトルを争うチームメイトのフェリペ・マッサを先行させ、最終戦ブラジルグランプリにおいてもチームプレーに徹し、2年連続のコンストラクターズタイトルに貢献した。ドライバーズタイトルではロバート・クビサと同点であったものの、優勝回数で上回り3位でシーズンを終えた。
タイトル連覇は逃したものの、レース中には速さを見せた。第4戦スペイングランプリから第9戦イギリスグランプリまで6戦連続でファステストラップを獲得、2005年と同じく年間10回のファステストラップを獲得した。

#### 2009年

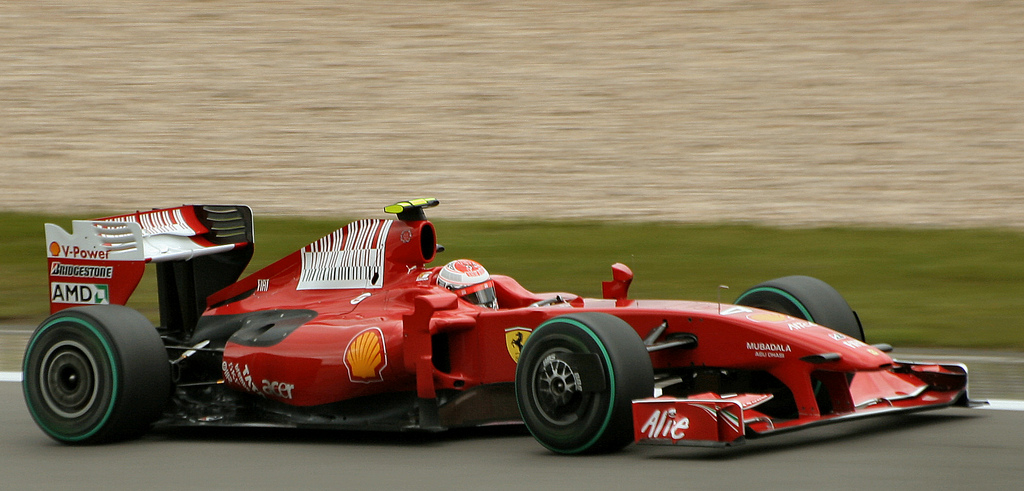
2009年ドイツGP

大幅に変更されたレギュレーションに合わせて開発されたマシン・F60の競争力は低く、開幕から3戦をノーポイントで終えた。第4戦バーレーングランプリでシーズン初ポイントを獲得し、第6戦モナコグランプリを3位で終え、ようやくシーズン初表彰台を獲得した。
第12戦ベルギーグランプリにおいて、ポールポジションからスタートしたフォース・インディアのジャンカルロ・フィジケラを、セーフティカー導入後の再スタート時にKERSを使用してオーバーテイクし、フェラーリにとってシーズン初、ライコネンにとって2008年スペイングランプリ以来約1年4か月ぶりの優勝を得た。

## WRC(2009-2011年)
2010年、フェラーリは新たにフェルナンド・アロンソを迎えることを決め、多額の違約金を払ってライコネンとの契約を解除した。その後マクラーレンと契約交渉を行ったがまとまらず、マクラーレンはジェンソン・バトンの獲得を発表した。レッドブル・レーシングやトヨタF1との交渉もあったが、ライコネンのマネージャーであるスティーブ・ロバートソンは「F1での選択肢はマクラーレンだけだった」と語り、他チームからのF1参戦の可能性はなかったことを明らかにしている。しかし、後にロバートソンは「メルセデスはキミと契約したがった」と語ったが「その時には彼はすでにWRCに行くことを決めてしまっていた。」とも語り、メルセデスからのオファーは手遅れであったことを明らかにしている。
そして2009年12月4日、ライコネン本人からシトロエン・ジュニアチームから世界ラリー選手権 (WRC) に参戦することを発表した。契約期間は1年。

### F1と並行して参戦（2009年）

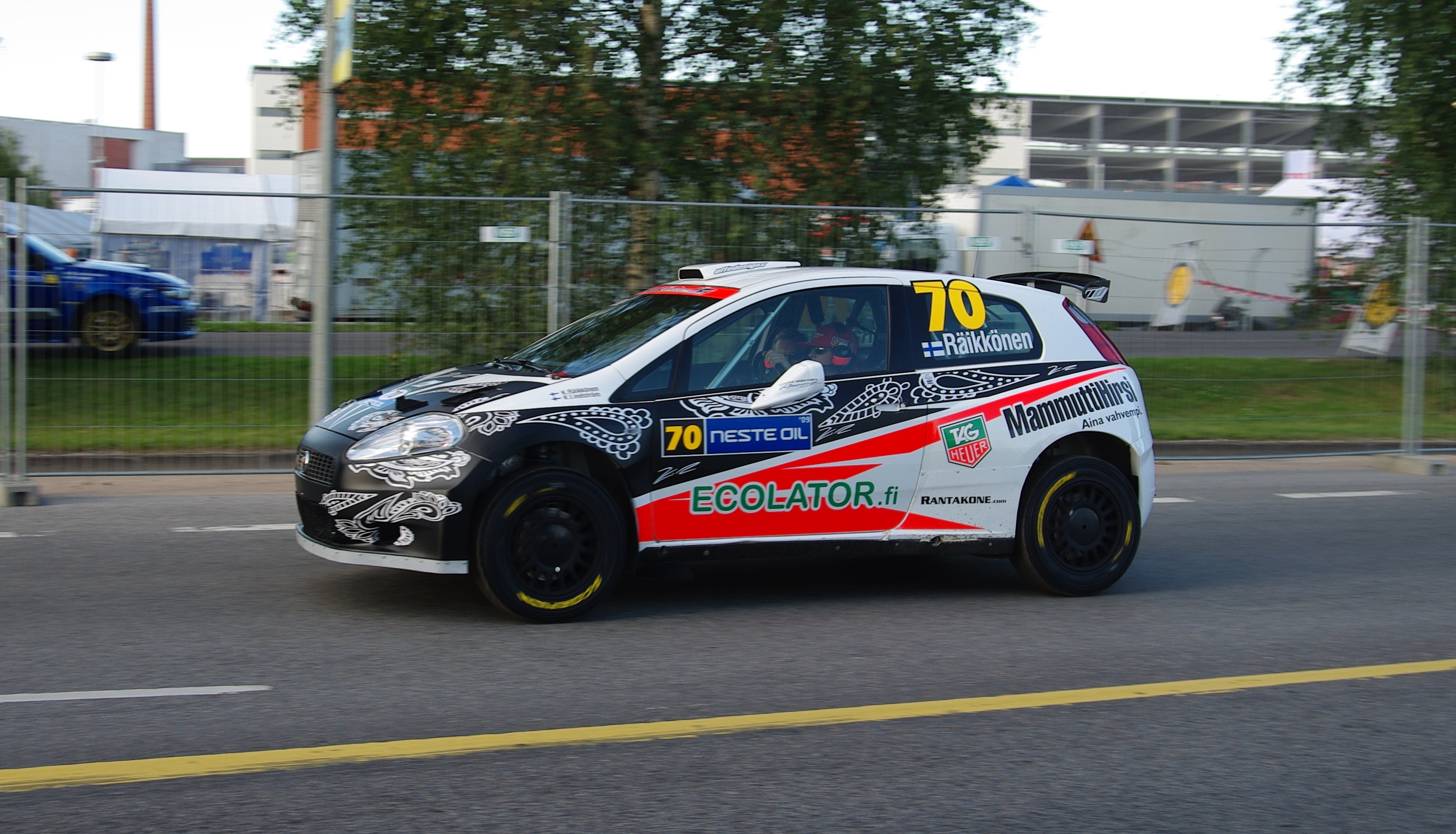
フィンランドラリーにて（2009年7月30日）

この年はフェラーリでF1に参戦しているが、シーズン中のテストが禁止となったこともあり、プライベーターとしてトミ・マキネン・レーシングからフィアット・グランデプント・アバルトS2000を駆ってラリーに挑戦。コ・ドライバーはトミ・マキネンやユホ・ハンニネンのパートナーも務めたカイ・リンドストローム。
まず2009年シーズン前のオフ中に、フィンランドで行われた北極圏ラップランド・ラリーに出場し、ラリー初出場で13位を記録する。さらに同じくフィンランドで開催されたヴァークナ・ラリーにも参戦し17位。F1がシーズンに入ってからは、イタリアで開催されたターマックラリーのラリー・デラ・マルカに参戦するが、クラッシュによりリタイアした。第10戦ハンガリーグランプリを2位表彰台で終えた後の7月末には、母国で開催されたWRC第9戦ラリー・フィンランドにスポット参戦。結果はクラッシュによりリタイアに終わった。

### シトロエン・ジュニアチーム（2010年）

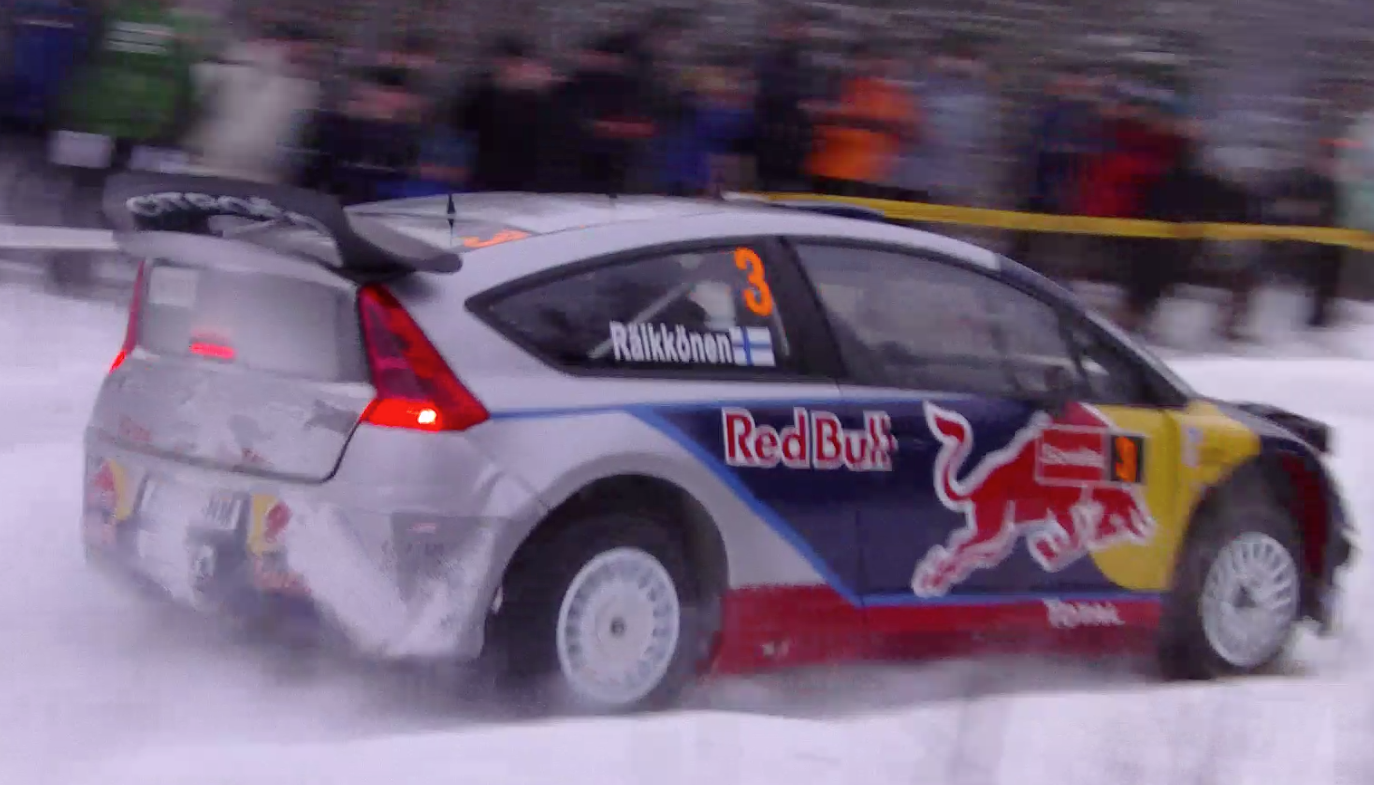
北極圏ラップランド・ラリーでの走行（2010年1月30日）

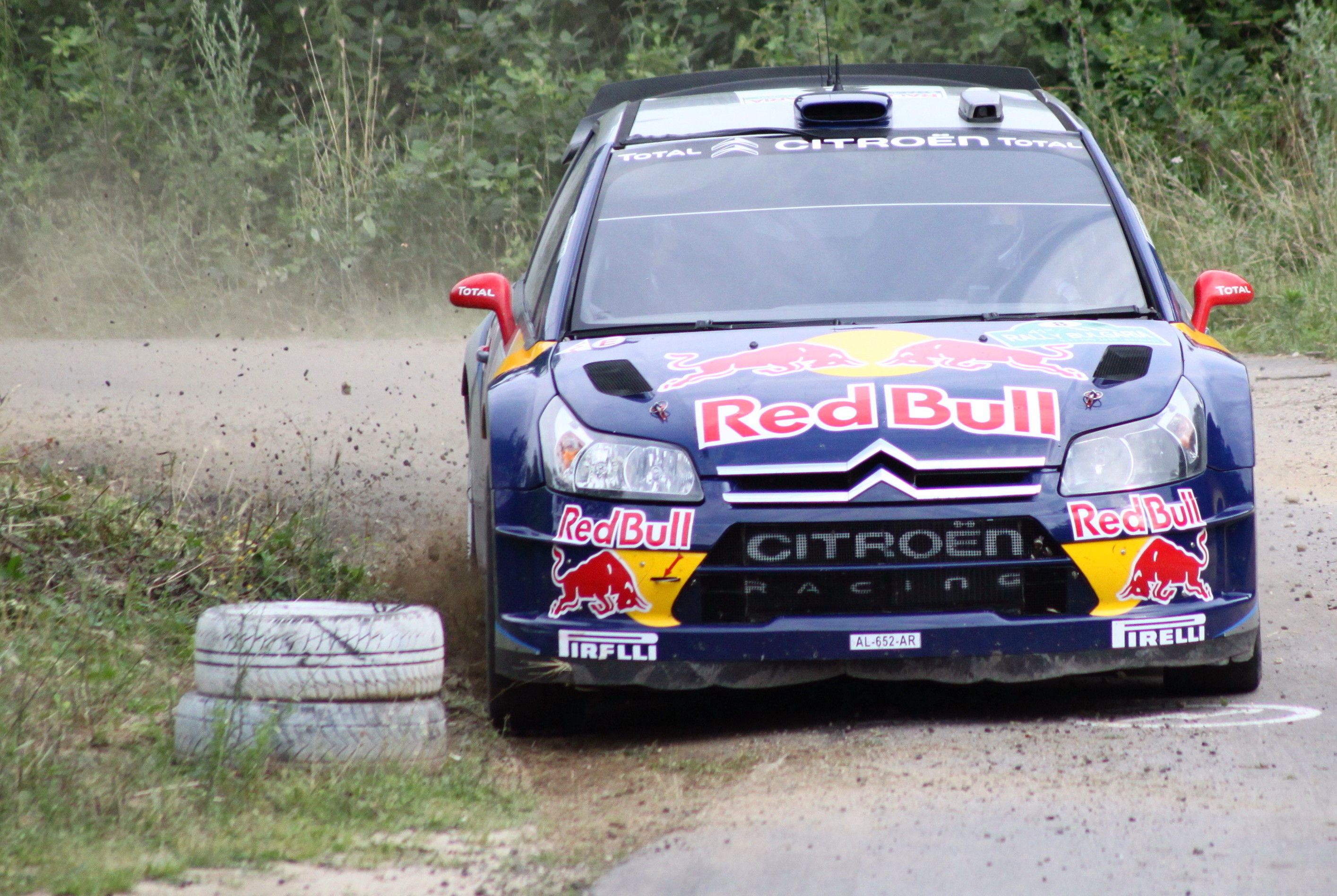
2010年ラリー・ブルガリア

この年はF1を離れ、シトロエン・ジュニアチームとニュージーランドを除くWRC全戦に出場する契約を結んだ。ラリーカーはシトロエンC4 WRCの2009年仕様。コ・ドライバーは2009年に引き続きカイ・リンドストローム。WRC初戦の前にはテストも兼ねて北極圏ラップランド・ラリーに参戦。初日にクラッシュしてしまうも、2日目には再出走し、上々のタイムを記録した。
第1戦ラリー・スウェーデンは慣れないスノーラリーで苦戦するも、WRCで初完走を果たす。そして第3戦ヨルダン・ラリーでは8位に入り初ポイントを獲得する。また、このポイント獲得により、カルロス・ロイテマン以来のF1とWRCでポイントを獲得したドライバーになった。第4戦ラリー・トルコでは終盤のSSでコンディションが極めて悪くなり、上位陣にもトラブルやコースアウトが相次ぐ中で堅実に走行し、5位フィニッシュを果たしている。ラリー・ポルトガル後、次戦ラリー・ブルガリアのターマックラリーに備えたテストの為に、イタリアのローカルラリーであるラリー・ランテルナにチームメイトのセバスチャン・オジェとともに出場した。オジェのタイヤ選択ミスもありトップに出るが最終SSで抜かれてしまい2位で終わった。ラリー・ドイチュラントでは3戦ぶりのポイントを獲得し、市街地で行われた最終SS（SS19）では初のWRCステージ優勝を果たした。ラリー・ジャパン後、ラリー・フランスに備えテストの為にターマックラリーであるフランスで開催のラリー・ヴォージュ (Rallye Vosgien) に出場し、ワークスマシンは他には出走しておらず有利な状況であったものの、全てのステージでトップタイムを記録してラリーでの初優勝を遂げた。ターマックラリーで期待されたラリー・カタルーニャはシェイクダウンでクラッシュしてしまい、次の日のラリー初日のスタートまでには修理不可能だった為、ラリーには参加せずリタイアした。ウェールズ・ラリーGBでは難しいラリーを走りきり、WRC最終戦をポイント獲得で飾った。

### ICE 1 Racing（2011年）

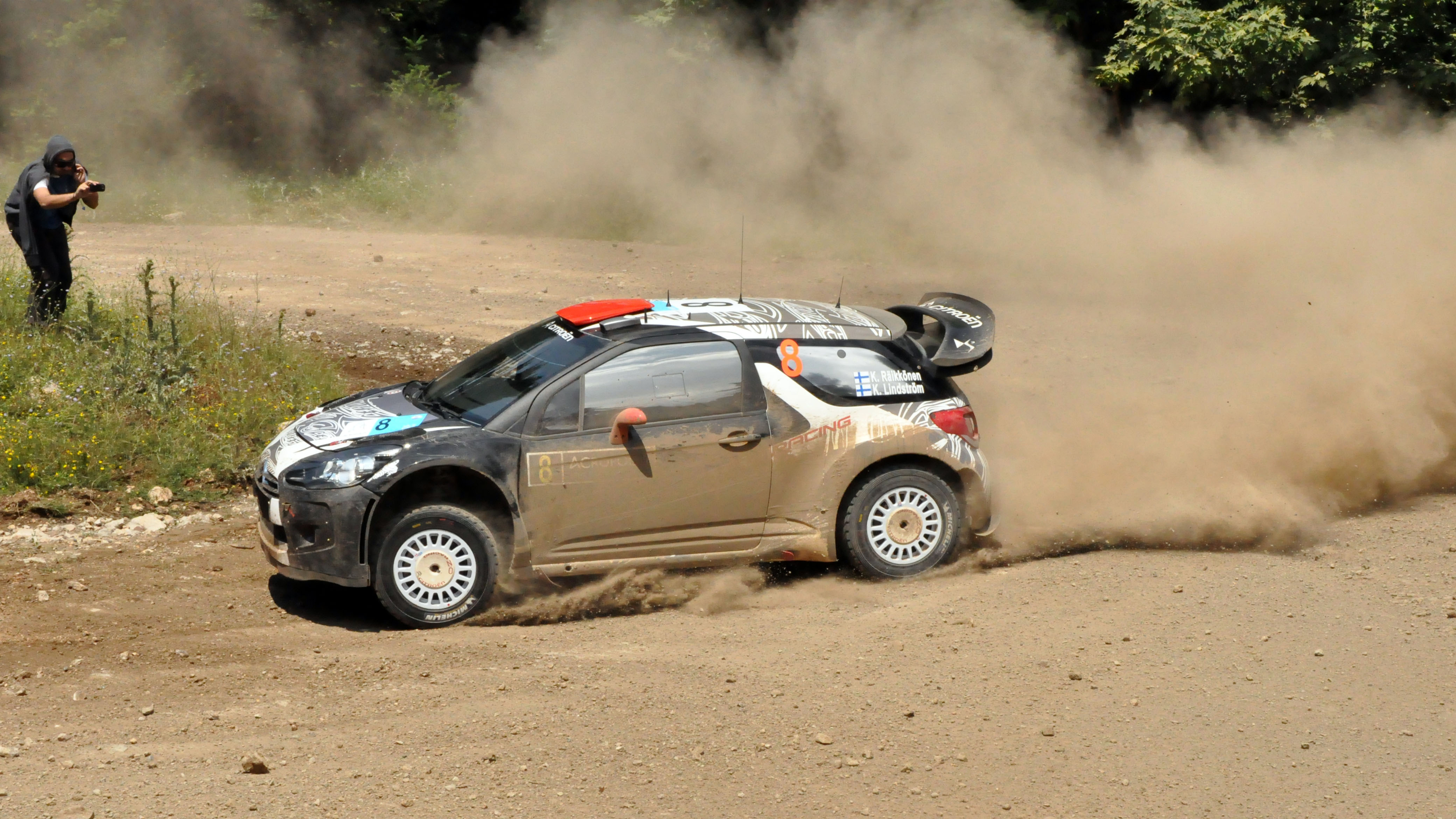
2011年ラリー・ギリシャ

2011年は自身のチーム「ICE 1 Racing」を立ち上げ、プライベーターとしてWRCに参戦した。チームマネージャーには解散となったシトロエン・ジュニアチームのマネージャーであったブノワ・ノジェが就任した。チームはマニュファクチャラーチームとしてエントリーを行った。ただし全戦には参戦せず、ヨーロッパで開催のラリーに絞り9戦のみの参戦となった。ラリーカーはシトロエンC4 WRCに代わり今年から使われることになったシトロエンDS3 WRCをワークスより借り受け使用した。コドライバーは引き続きカイ・リンドストロームが務めた。
第1戦ラリー・スウェーデンは8位でポイントを獲得しさい先の良いスタートを切った。第2戦ラリー・メキシコは不参加。第4戦ヨルダンは最後から2つめのSSでタイムを失ってしまい5位は逃したものの6位に入賞した。続くラリー・イタリア・サルディニアとラリー・アルゼンチンの2戦は不参加。第7戦アクロポリスからの3戦に参加し全てでポイントを獲得した。オーストラリアは不参加だったが、その為にヨーロッパ外の2戦参加義務を果たせず、チーム自体は失格処分となった（なお、キミ・ライコネンとカイ・リンドストロームは引き続き参戦可能だが、マニファクチャラーズ・ポイントの取得は不可能である）。残りの3戦は参加したものの、すべてリタイアとなってしまった。

### NASCARに出走
2011年にはWRC出走と並行してNASCARへスポット参戦を行った。
NASCARのキャンピング・ワールド・トラック・シリーズに カイル・ブッシュ･モータースポーツから1戦のみ参戦した。マシンはトヨタ・タンドラ。第7戦シャーロット・モーター・スピードウェイがデビューレースとなった。予選は31位で通過。決勝はコーションが10回もでる荒れたレースとなったが15位で完走した。
ネイションワイド・シリーズにも1戦のみ参加した。キャンピング・ワールド・トラック・シリーズに参戦した1週間後に同サーキットで行われた第13戦にカイル・ブッシュ・モータースポーツが用意したNEMCO Motorsportsのトヨタ・カムリで出場。予選22位、決勝は一時15位まで順位を上げたもののドライブスルーペナルティやデブリ除去の為のピットストップなどのトラブルのため順位を下げ27位となった。
2011年8月にはプジョー908のテストを行い、初めてプロトタイプカーでの走行を行った。ル・マン24時間レースや耐久シリーズへの参戦も噂されたが、実現しなかった。

## F1第二期(2012-2021年)
2010年10月ごろには、ロータス・ルノーGPから接触があったことから2011年シーズンより同チームから復帰するとみられたが、ロータス・ルノーGP側からの一方的なアプローチだったことや、ライコネンの名前をマーケティングに使用した事などから、同チームで真剣に出走を検討できないとライコネンは復帰を否定していた。
2011年9月ごろから、ウィリアムズのファクトリーにライコネンが訪問したことから2012年シーズンよりF1へ復帰する可能性が囁かれ、実際に交渉も行われていた。しかし、アブダビグランプリ直前からロータス・ルノーGPと交渉を開始すると話はすぐにまとまり、2011年11月29日にロータス・ルノーGPよりF1に復帰することが公式に発表された。ロータス・ルノーGPは2012年からチーム名は「ロータスF1チーム」、コンストラクター名は「ロータス」に変更になったため、実際はロータスからのF1復帰となった。
F1ほどメディアの圧力が強くないラリー界に馴染んでいたと思われていたため、F1への復帰は意外な決断と受け止められた。友人のトニ・ヴァイランダーも「F1に心底うんざりしていて、“2度とやらない”とずっと言っていた」と述べている。本人は復帰の理由について「NASCARに出て以来、他のドライバーとバトルをしたいという気持ちがどんどん強くなっていった。ラリーは時計との戦いだからね」と語った。しかし、2010年に現役復帰したミハエル・シューマッハが苦戦していたことから、2年間のブランクがあるライコネンには多くを期待できないという意見もあった。

### ロータス時代

#### 2012年

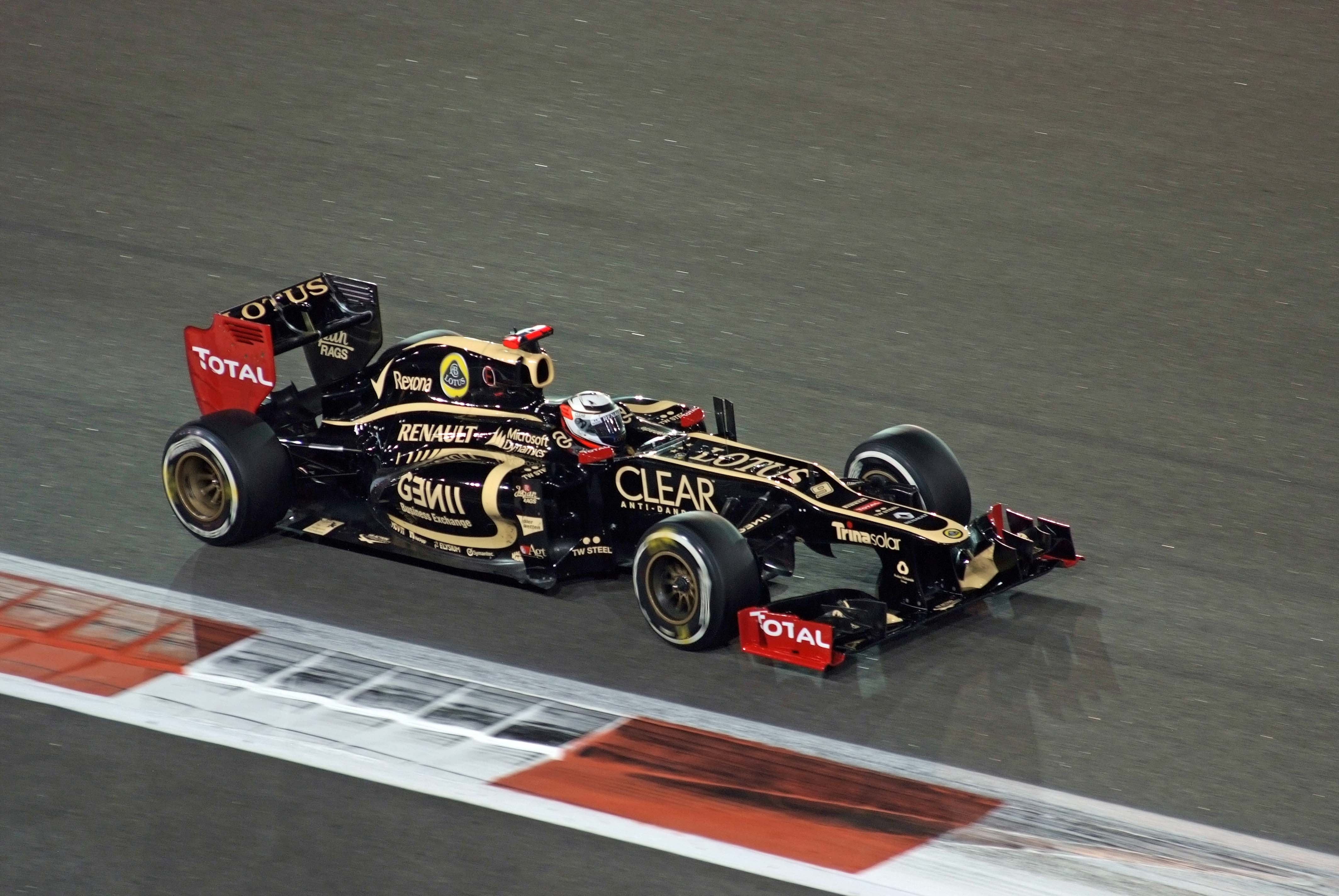
2012年アブダビGP

久々のF1に慣れるために2年前のルノー時代のマシンR30を使用したプライベートテストを2日間行い、プレシーズンテストに備えた。プレシーズンテストでは度々トップタイムを記録するなど、以前と変わらぬ速さを見せた。また、ライコネン自らのリクエストにより、マクラーレン時代に共に働いたマーク・スレイドがレースエンジニアとしてメルセデスから招聘された。
復帰初戦の開幕戦オーストラリアグランプリは、予選でミスによりQ1で敗退してしまったものの決勝は7位入賞で飾る。バーレーングランプリではトップのベッテルに迫り、復帰後初の表彰台となる2位を獲得した。ハンガリーグランプリでもトップのハミルトンを追い上げたが抜くことができなかった。その後は5位以下で完走するレースが続き、シーズン前半ほどのペースが発揮できない状況になった。また、E20のパワーステアリングの感触が合わないという問題をなかなか解決できないでいた。
アブダビグランプリは4番グリッドから好スタートを決めて1コーナーで2位に上がり、20周目でハミルトンがリタイアしてからはトップを守り続けた。2回もセーフティカーが入ったが全く動じず、冷静に後続とのギャップをコントロールして2009年ベルギーグランプリ以来の復帰後初優勝を飾った。
開幕戦から最終戦ブラジルグランプリまで全てのレースを完走し、F1史上8人目の年間決勝全戦完走達成者となった。ただし最終戦では1周遅れでフィニッシュとなってしまったため、シーズンの全周回を走り切ることはできなかった。中国グランプリ以外すべてのグランプリで入賞。その内表彰台は7回獲得し、最終戦までチャンピオンを争っていたベッテルとアロンソに次ぐランキング3位でシーズンを終えた。

#### 2013年

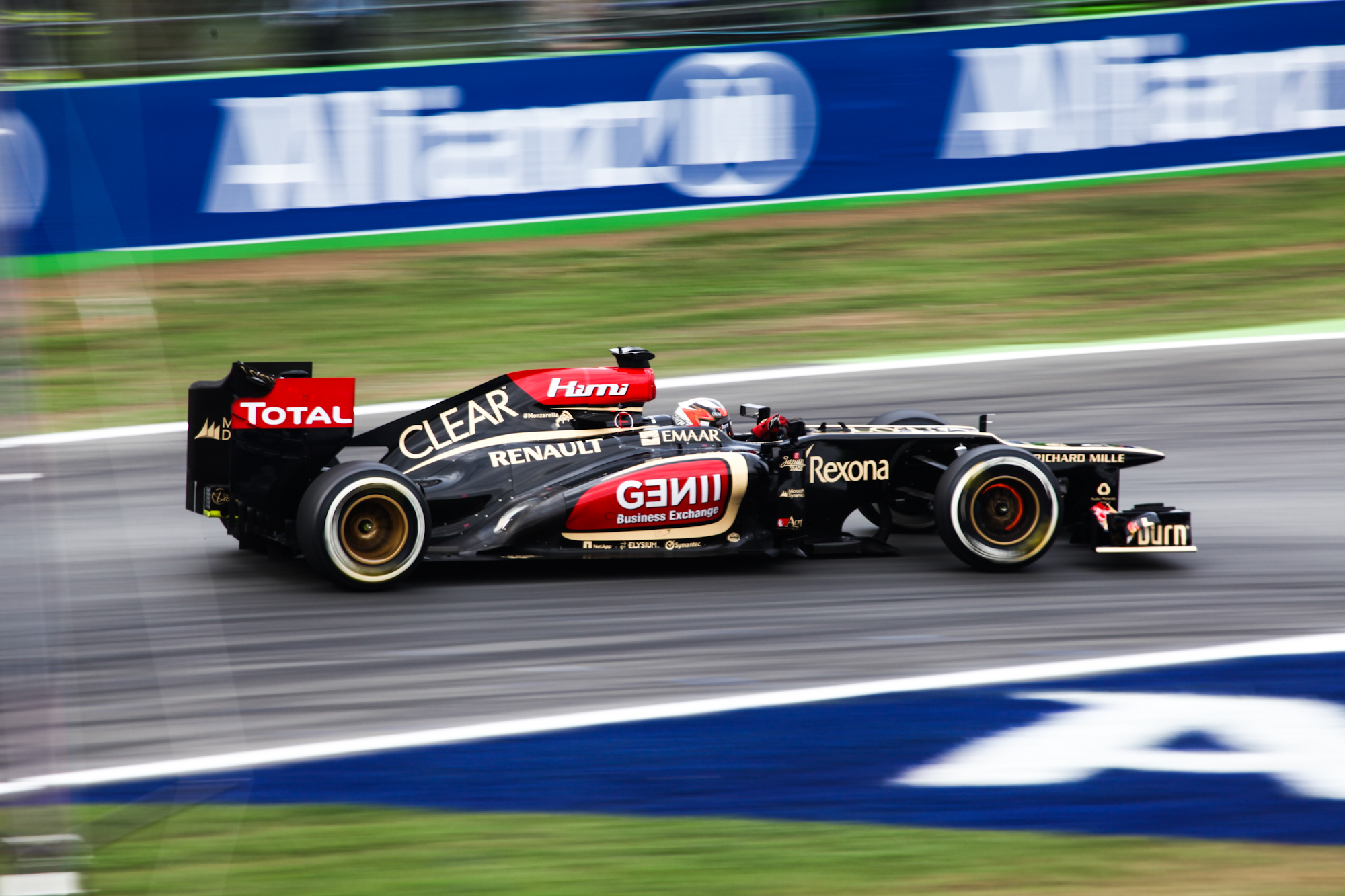
2013年イタリアGP

開幕戦オーストラリアグランプリで幸先よく勝利するが、その後は6度の2位が最高である。第11戦ベルギーグランプリではF1復帰以来初のリタイアを喫し、連続完走が38戦、2012年第4戦バーレーングランプリから続けてきた連続入賞が27戦（歴代1位）で途絶えることになった。F1では2009年ドイツグランプリ以来、実に4年ぶりのリタイアでもある。
夏頃からは来季に向けた移籍交渉が話題となり、当初は引退するマーク・ウェバーの後釜としてレッドブル入りが噂されたが、結局、イタリアグランプリ後に古巣フェラーリへの移籍が決定した。F1復帰以来良好だったロータスとの関係も微妙になり、チームの報酬未払いを暴露したり、公式会見を欠場するなどの行動をとった。シンガポールグランプリでは古傷の背中の痛みが再発し、我慢しながらレースを続けたが、終盤2戦を欠場して手術することを選択した。このシーズンは表彰台8回を獲得し、ランキングは5位となった。
この年の8月にはGP3の公式開発テストに参加し、GP3マシン「GP3/13」でテスト走行を行った。

### 第2期フェラーリ時代

#### 2014年

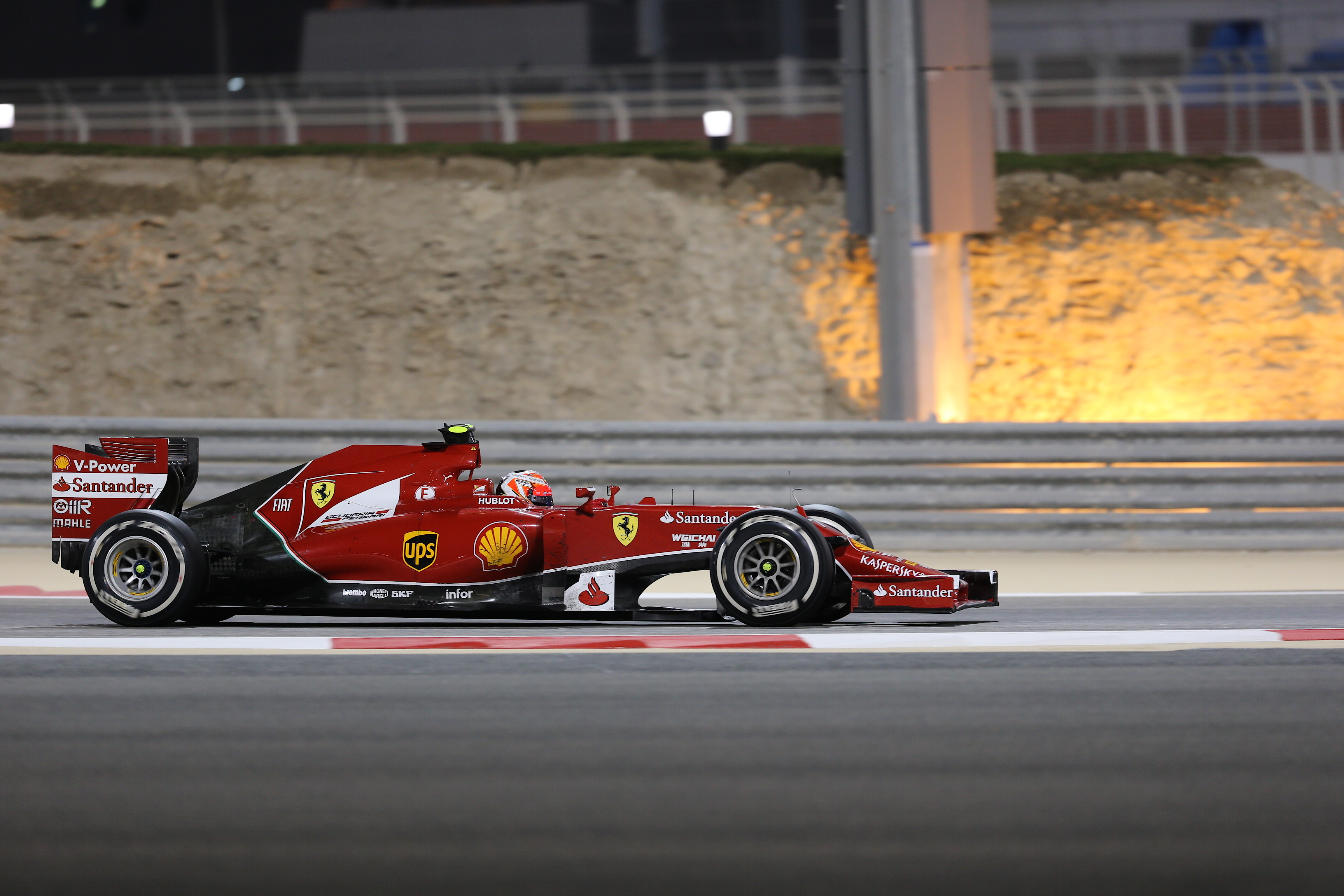
2014年バーレーンGP

2014年はフェルナンド・アロンソと組む。フェラーリで2人のF1ワールドチャンピオンが組むのは1953年のアルベルト・アスカリとジュゼッペ・ファリーナ以来となる。なお固定ナンバー制導入に伴い、ライコネンはカーナンバー7を選択。理由は、昨年も7をつけており、「変える理由が無かったから」とのこと。レギュレーション大変革が行われたこのシーズンは、フェラーリのF14Tのポテンシャル不足に苦しんだ。しかし2度の表彰台を獲得しリタイアは僅か2回、さらに完走したレースではすべて入賞したアロンソに対して、ライコネンの最高位はベルギーグランプリの4位でデビュー年以来の表彰台なしに終わりランキング12位と低迷した。

#### 2015年

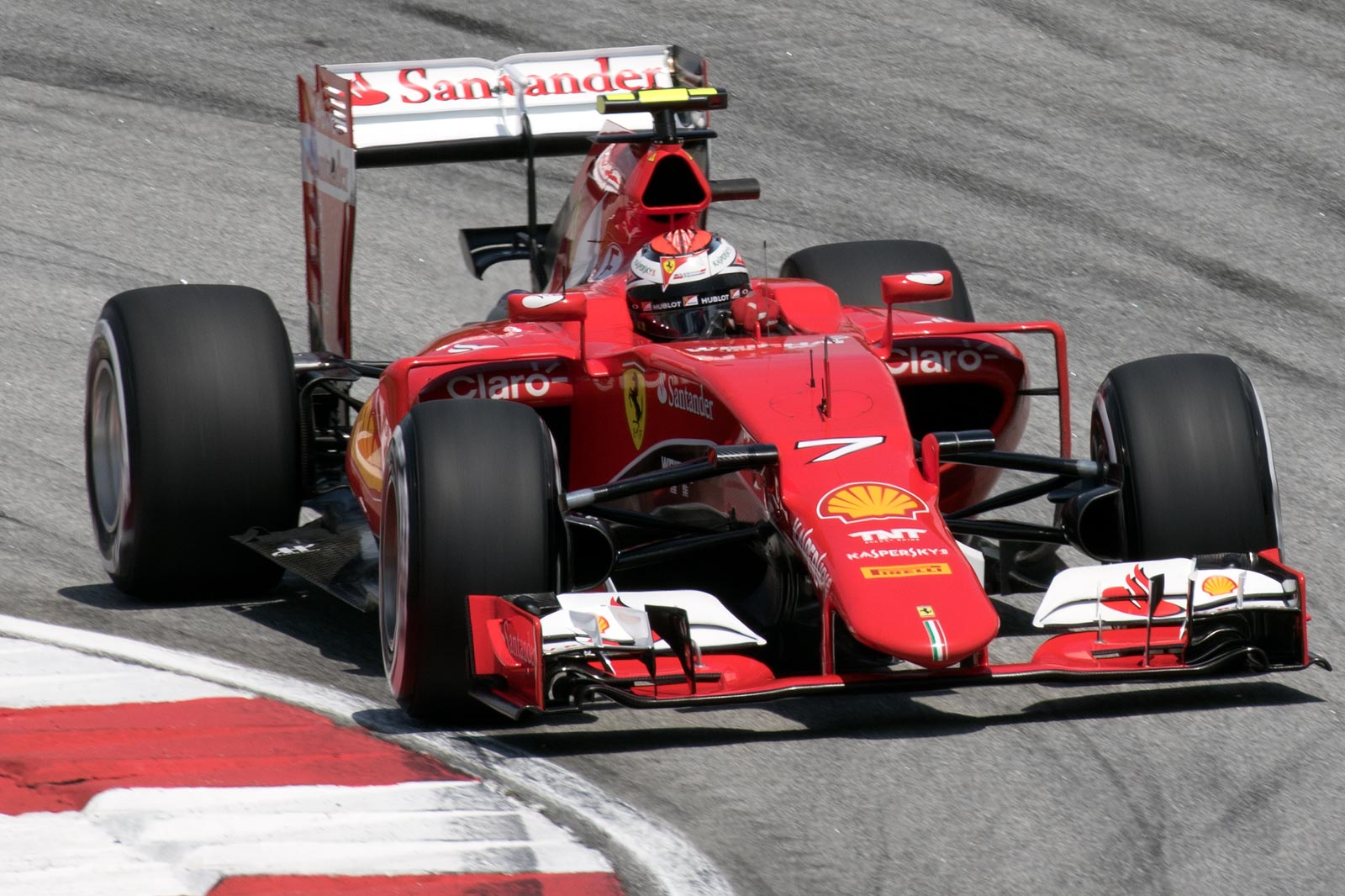
2015年マレーシアGP

アロンソがマクラーレンへ移籍、新たにレッドブルからセバスチャン・ベッテルを迎え、2年連続フェラーリで2人のF1ワールドチャンピオンが組むことになった。
マシンの性能と状態は去年より格段に良くなり、上位争いができる体制は整った。しかし、開幕戦オーストラリアGPでは5番グリッドからスタートも1周目からクラッシュに巻き込まれ、ダメージを負ったまま走行するが2回目のピットストップ時にトラブルが発生しそのままリタイア。第2戦マレーシアGPでは遅いマシンに引っかかりQ2で敗退し、決勝でも序盤の接触で後退し追い上げたものの4位に終わった。その後も、中国GPでは3位のベッテルを追い詰めながら最後の最後でセーフティーカーが入り表彰台を逃した。続くバーレーンGPはフリー走行から好調で、決勝でもファステストラップを出しながらメルセデスの2台を追い上げ、自身にとって2年ぶりの表彰台を獲得した。しかし、その後は自らが課題に挙げた予選でなかなか結果を出せず、カナダGPでは3位表彰台確実と思われた中で、ピットストップ後に突如前年のカナダGPと全く同じスピンを喫し4位フィニッシュ。オーストリアGPではチームの作戦凡ミスによるQ1落ちだけでなく、決勝すらアロンソとクラッシュし大破してリタイアなど、ミスやトラブルでポイントを取りこぼすレースが多く、昨シーズン同様チームメイトに大きく遅れを取る展開となった。前半10戦を終えてベッテルが2勝を上げ160ポイントを獲得したのに対し、自身はバーレーンGPで2位表彰台へ1回登ったのみ、76ポイントと水をあけられる形となった。イタリアGPではエンジンストールで最後尾から発進したがなんとか5位へ浮上。
この状況でチーム代表のマウリツィオ・アリバベーネも「残留のためには結果が必要だ」と声明を出し ライコネンに対してプレッシャーを掛けた。その後も幾度となくライコネンの去就に関するニュースが流れ、さらには後任に関する噂まで流れ始め、同じフィンランド人の若手バルテリ・ボッタス やニコ・ヒュルケンベルグ、ダニエル・リカルドなど挙がっていた。しかしその後、ベルギーGPを前に数々の噂を跳ね除けてライコネンの残留が発表された。
シートはなんとか確保されたものの、ロシアGPでは最終ラップにでボッタスと接触し、5位でチェッカーを受けたが、ペナルティを受けて8位に終わった。国際無線に入るライコネン節も健在で、アメリカGPではマックス・フェルスタッペンへ「あのガキ押し出しがセーフだっていうなら、こっちも同じことをしてやる」と発言。その後ライコネンはコースアウトし、リタイアとなった。それでも最終戦アブダビGPで3位表彰台を獲得しランキング4位であったボッタスを逆転。メルセデス勢とベッテルに次ぐドライバーズランキング4位でシーズンを終えた。

#### 2016年

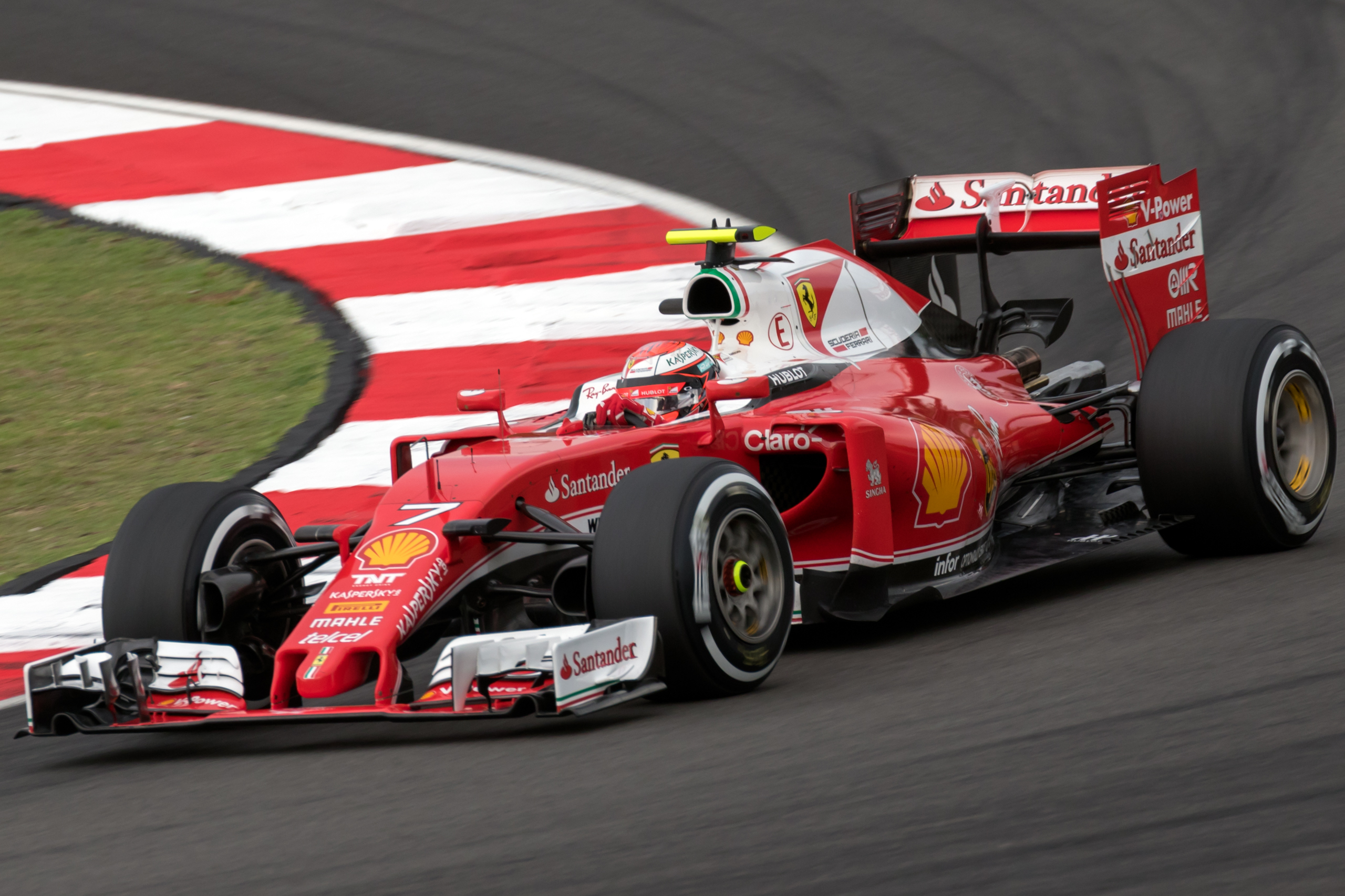
2016年マレーシアGP

開幕戦オーストラリアGPではベッテルと共にロケットスタートを決め2位を走っていたがトラブルによりリタイア。バーレーンGPではスタートで順位を落とすも巻き返し2位表彰台を獲得。スペインGPでは優勝したマックス・フェルスタッペンと20周近い激しい首位争いを繰り広げ、史上最年少対現役最年長の戦いということで話題になった（結果は2位）。ライコネン自身も「僕は彼のお父さん（ヨス・フェルスタッペン）とレースしたんだ。その方がよっぽど怖い話に聞こえるね。」と驚きを隠さなかった。スペイン戦終了時に、わずかだがハミルトンのポイントをトータルで上回った。その後の表彰台はオーストリアGPの3位のみに留まり、終盤はピットミスやクラッシュなどに泣かされてポイントを稼げず獲得ポイントこそ前年を上回ったがランキングは2つ下げ、ランキング6位となった。しかし予選では21戦中11戦でベッテルを上回り、また2015年はベッテルとのポイント差が128点ついていたが、2016年は26点に縮まっておりパフォーマンス自体は向上していることがうかがえた。
1年契約ということもあり、この年もライコネンのフェラーリ離脱説が飛び交ったが最終的にはイギリスGPを前に、2017年のフェラーリ残留が発表された。

#### 2017年

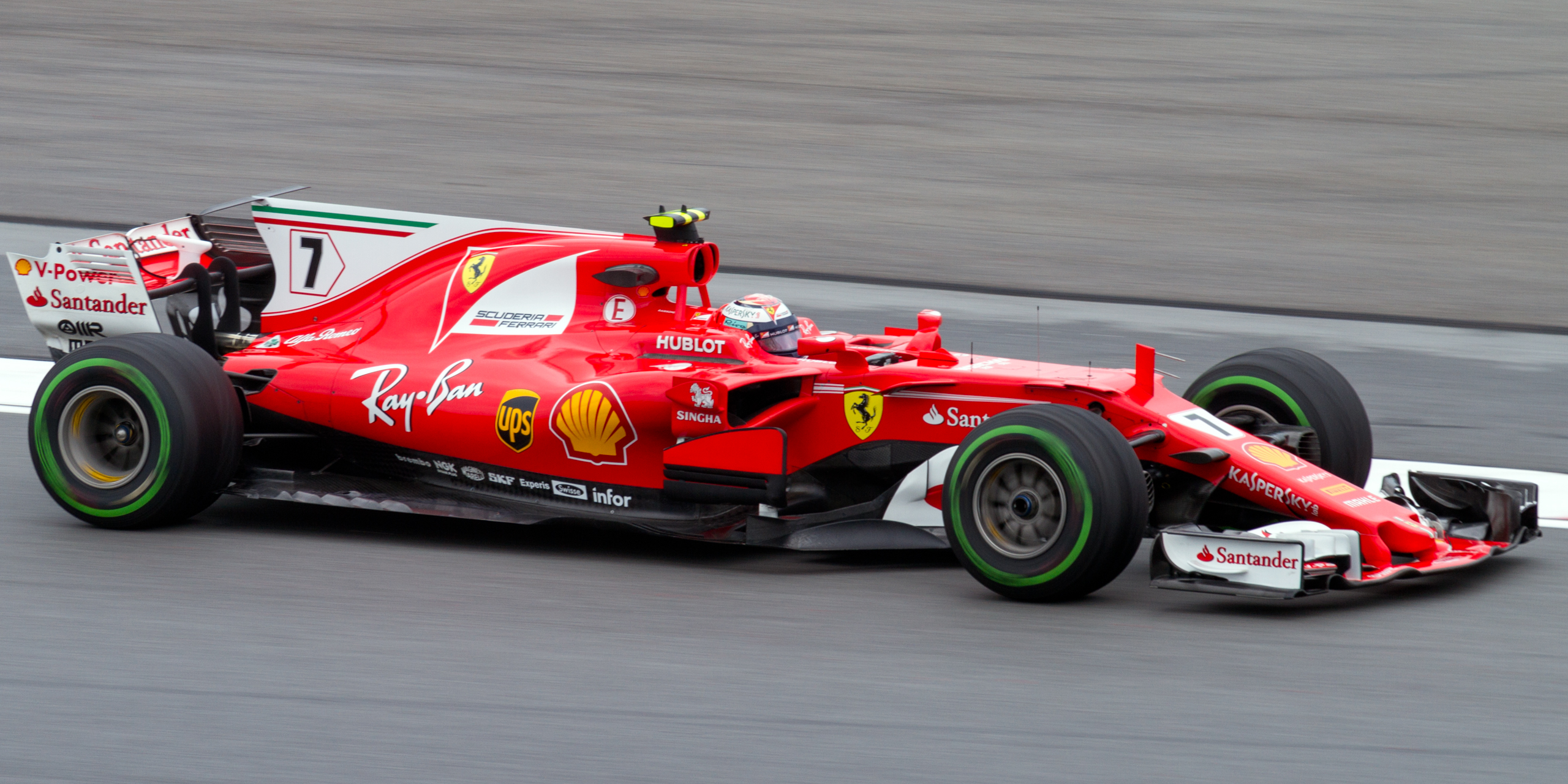
2017年マレーシアGP

この年のマシン、フェラーリ・SF70Hは良作でここ数年と比較すると優勝争いに絡むことが多いマシンに仕上がった。ベッテルと比較すると苦戦を強いられてはいるが、モナコGPで2008年フランスGP以来のポールポジションを獲得している。2017年日本グランプリでは10番グリッドからの追い上げでポイントを獲得し、往年のファンを喜ばせた。終盤戦は安定して表彰台に上ることも多く、この時期にマシントラブルに悩まされたダニエル・リカルドを最終戦で逆転してドライバーズランキング4位となり獲得ポイントも2012年以来の200ポイント超えとなったものの、この年のトップ3チームのドライバーでは唯一、優勝がなかった。
8月22日に2018年もフェラーリより参戦することが発表された。

#### 2018年

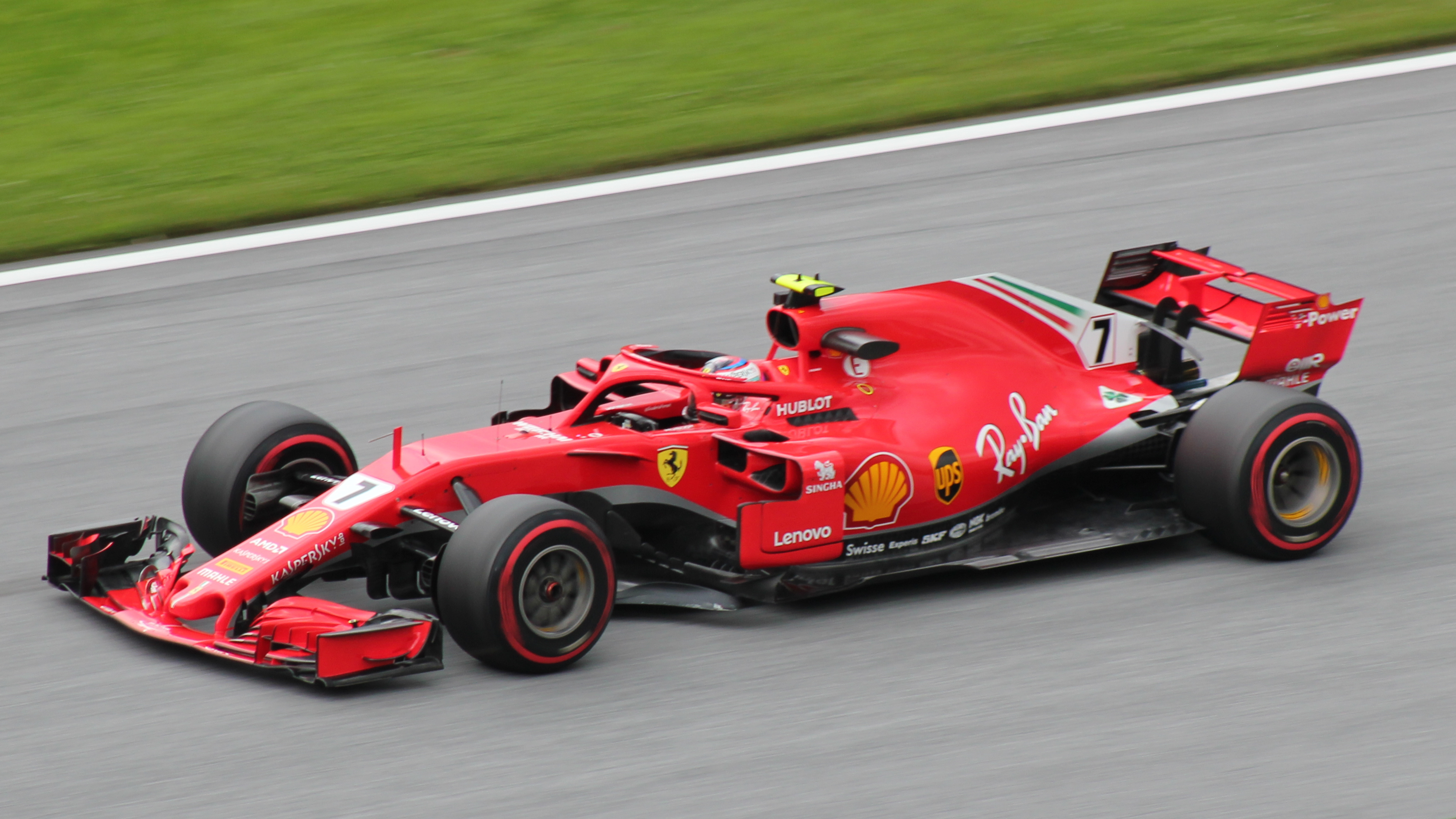
2018年オーストリアGP

この年のマシン、フェラーリ・SF71Hはテストから好調で度々メルセデス勢を脅かす活躍を見せる。しかし開幕当初からベッテルとライコネンのパドルが違う、などあからさまに待遇が異なる中、アゼルバイジャンGPではベッテルを抑えて表彰台に上り、オーストリアGPではベッテルの猛追を抑えての2位表彰台に加えファステストラップも記録。ベルギーGP終了地点でシーズン未勝利ではあるが、折り返し地点に入っても「まだ（自らをベッテルへの援護射撃に回す）チームオーダーが発動するには時期尚早」とコメント（ドイツGPでは遠回しにチームオーダーが発令された）、5戦連続で表彰台（5戦以上連続で表彰台を獲得するのは、チャンピオンを獲得した2007年以来である）を獲得、そしてイタリアGPではコースレコードを更新しながら実に1年ぶりにポールポジションを獲得するなど、ここ数年と比較しても好調であり、今季についてはベッテルに勝るということも珍しくない。
しかし、フェラーリ・ドライバー・アカデミー（FDA）に在籍し同年ザウバーからデビュー後に評価を上げたシャルル・ルクレールに来季のシートを明け渡す、との報道が流れ始める。これに対しライコネンは実質ノーコメントを貫いていた。シーズン前半には元F1ドライバーのマーティン・ブランドルはライコネンに対して「引退勧告」を発したのに対し、1997年チャンピオンのジャック・ヴィルヌーヴは「フェラーリの来季ルクレール起用は時期尚早、ライコネンの力はまだ必要とされる」との見解を示した。そんな中、ルクレール起用の最先鋒だった会長のセルジオ・マルキオンネが急逝。だが、シーズン前半から囁かれていた「マルキオンネはルクレールと仮契約を結んだ」という情報がライコネンの来季の動向を混沌へと向かわせる。一旦はライコネンのフェラーリ残留の見方が有力となったが、仮契約の一件や彼自身の年齢の観点からライコネン引退説までもが流れる。インターネットの署名サイトでは7万4000人以上のファンがライコネンのフェラーリ残留を求める嘆願書に署名するという動きもあったが、9月6日には「マルキオンネの遺志に基づきライコネン放出が正式決定の予定」と報道され、予定日から遅れて9月11日にフェラーリはルクレールとの契約を正式発表。それに合わせ、ザウバーからライコネンとの契約が正式発表された。ただしライコネン曰く、フェラーリ放出決定後にザウバーとの交渉を開始し、それが成立してのザウバー移籍で、双方のシートがトレードという形となったのはあくまで結果論と言う。
アメリカGPで5年ぶり、ロータス時代から113戦ぶりの優勝を1ストップ作戦で奪取し、前年のポイント数を上回った。39歳のドライバーが優勝するのは1992年ポルトガルグランプリのナイジェル・マンセル以来26年ぶりのことであった。最終的には251ポイントを獲得し、F1に復帰した2012年以来となるドライバーズランキング3位でフェラーリ最後のシーズンを締めくくった。

### アルファロメオ（ザウバー）時代

#### 2019年

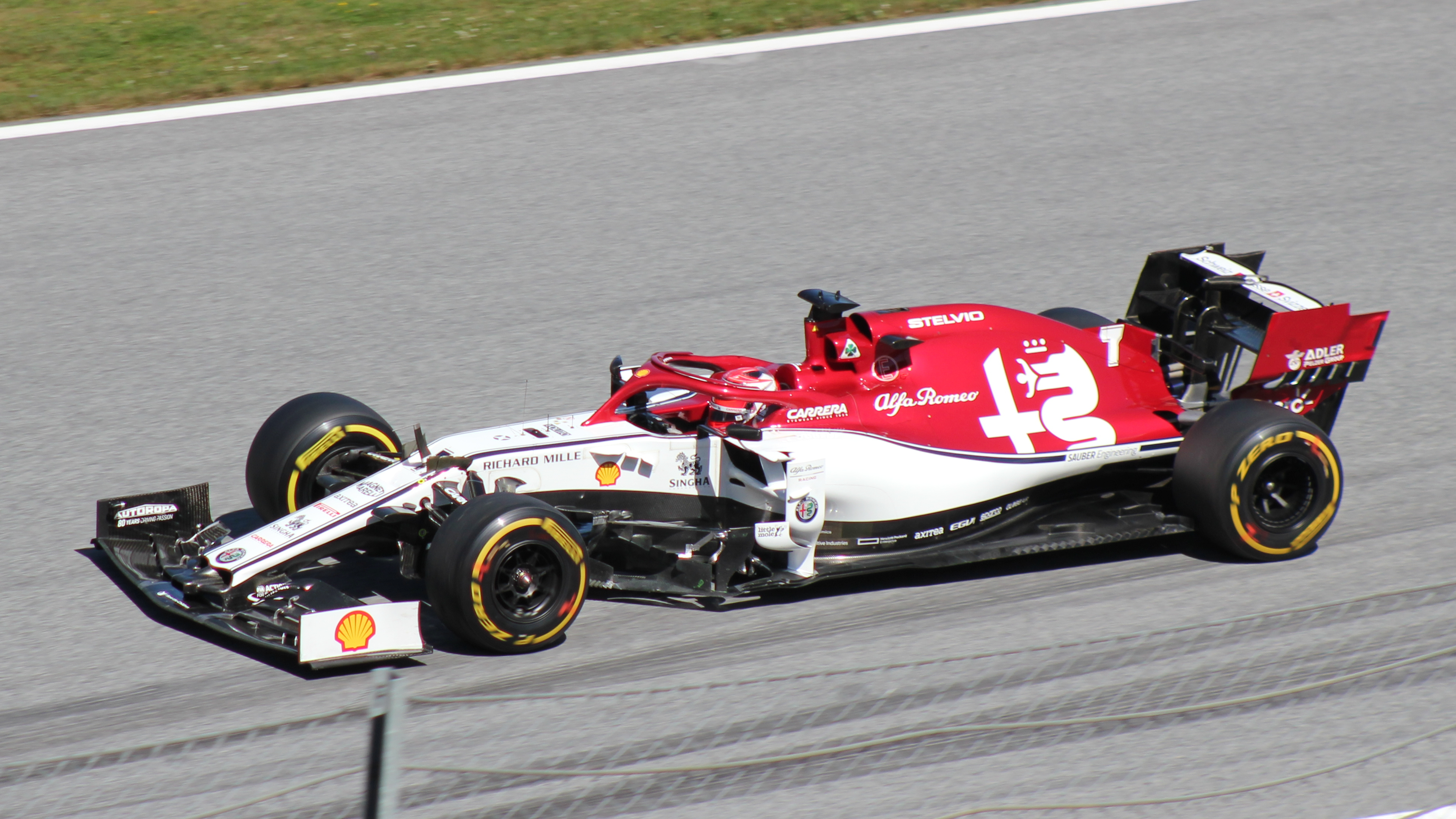
2019年オーストリアGP

前年に移籍交渉をまとめた古巣ザウバーは、年明け2月にタイトルスポンサーであるアルファロメオのコンストラクター名で登録変更。2019年はアルファロメオ・レーシングのドライバーとして参加する。2019年メキシコグランプリでシューマッハ、デ・ラ・ロサ以来7年ぶりの40代F1ドライバーとなった。なお40代で（一度も引退表明をせず）現役継続のF1ワールドチャンピオンはファン・マヌエル・ファンジオ以来2人目である。また、フェルナンド・アロンソがF1を離れたことにより(アロンソは2021年にF1に復帰)、2019年のF1に参戦するドライバーの中ではV10エンジン時代のレースに参戦したことのある唯一のドライバーとなる。チームメイトは今季からフル参戦を果たすアントニオ・ジョヴィナッツィ。
シーズン前半は開幕戦から4戦連続入賞という記録や第11戦ドイツGPではペナルティタイム30秒加算のため決勝の最終順位こそ下位に沈んだものの、予選5番手を獲得など、前半戦は幾度か活躍する姿を見せた。
だが、サマーブレイク後となる後半戦はマシンの戦闘力が不安定になったこともあるが、チームメイトが下位ながらも2度の入賞を記録（第14戦と第15戦）したのに対し、自身は入賞できないレースが続いたが、第20戦で4位入賞を記録してシーズンを終えた。
また、第6戦モナコGPでF1史上5人目となるF1出走300戦を達成した。

#### 2020年
2020年もアルファロメオより参戦。

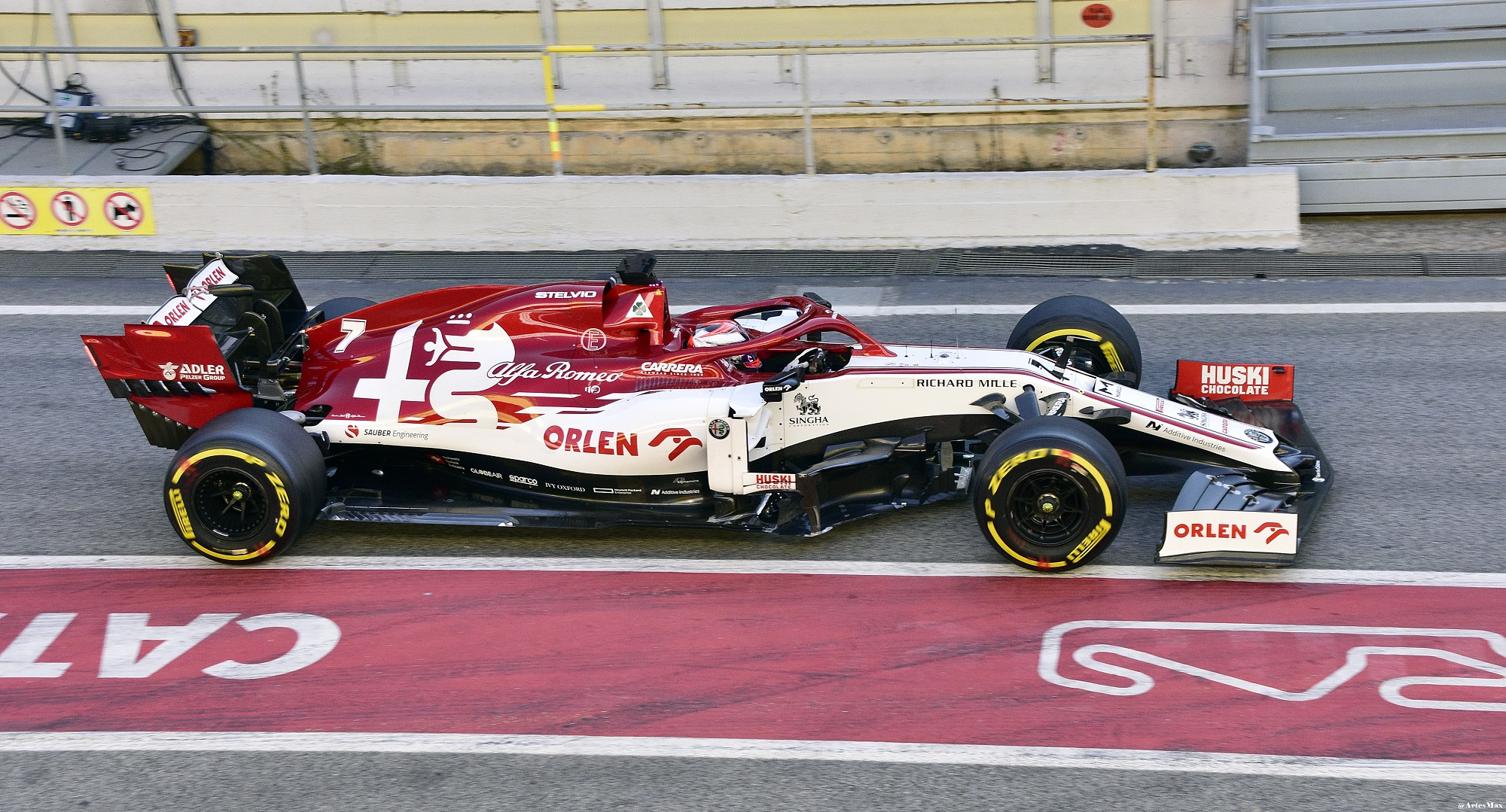
2020年カタロニアテスト

第5戦の70周年記念グランプリでミハエル・シューマッハが持っていた最多周回記録の16,825周を更新して16,845周を記録。続く第6戦のスペイングランプリにおいて37周目を走行した時点でフェルナンド・アロンソが持っていた最長走行記録の83,846kmを更新して83,847kmを記録した。
第9戦トスカーナGPで8位フィニッシュしたものの5秒ペナルティにより9位に降格となったが今季初入賞を果たしている。
この年は新型コロナウイルス(COVID-19)の影響でスケジュールの大幅な変更が行われたが、改定後のスケジュールでの第10戦ロシアGPで322戦の出走を記録してルーベンス・バリチェロの最多出走記録に並び、続く第11戦アイフェルGPで323戦の出走を達成してF1史上歴代最多出走記録を更新した。
第12戦ポルトガルGPでは最終順位こそ入賞圏外の11位に終わったものの16番グリッドから履いていたソフトタイヤを活かしつつ、難しいコンディションを的確に読み取りスタートから80秒で10台を抜いて6位にまで浮上する熟練の走りを見せた。この走りは2020年のFIA表彰式でファン投票のAction of the Yearに選ばれている。

#### 2021年
2021年もアルファロメオより参戦。

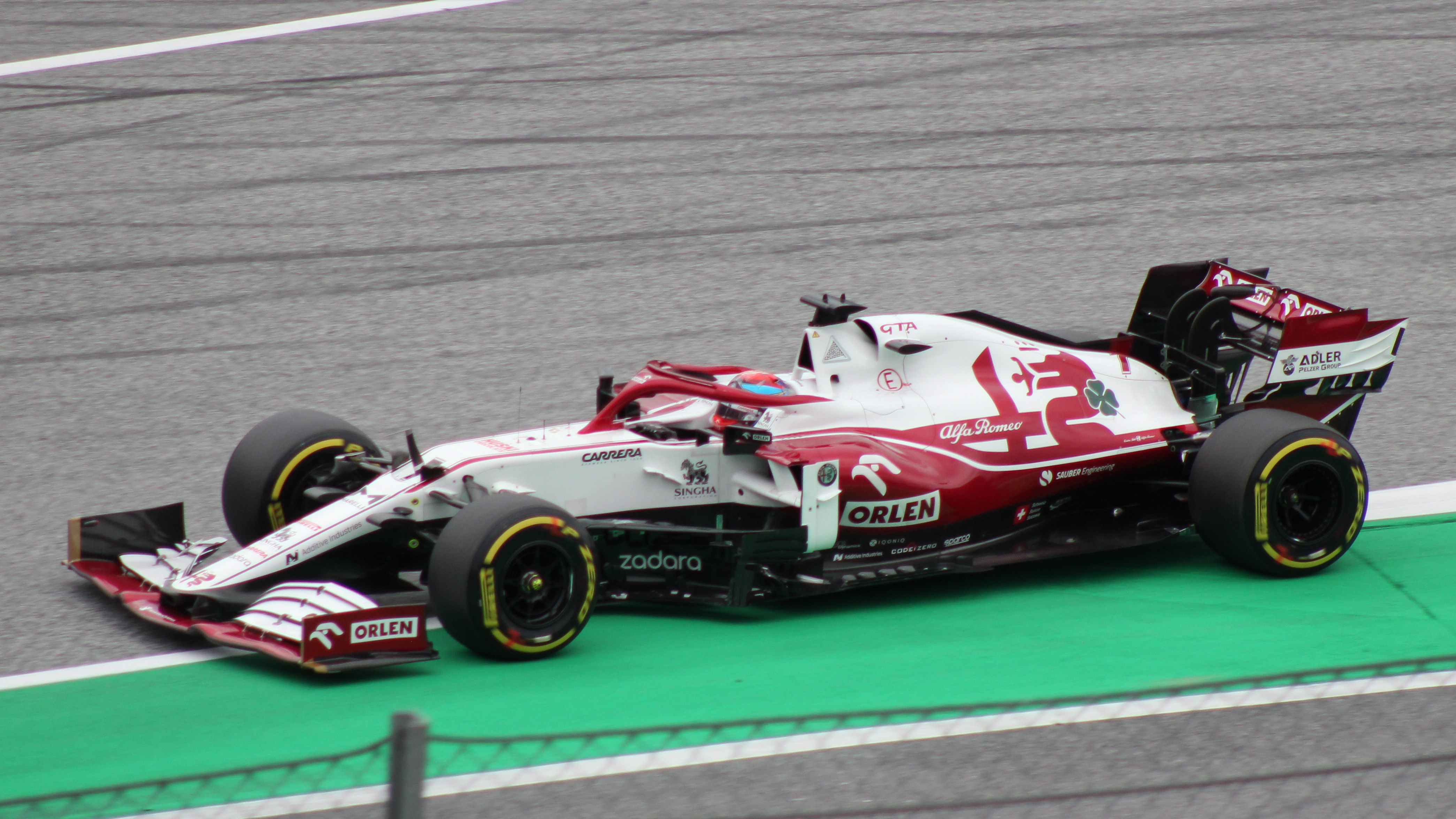
2021年オーストリアGP

第2戦で16番手スタートながらも、レース展開を味方につけ、9位でチェッカーを受けたのだが、レース終了後に赤旗後のリスタート時に違反があった認定され、これにより、レース結果に対し30秒加算のタイムペナルティを受け、13位に降格となり、今季初入賞は取り消された。ただし、この件についてはライコネンの過失というよりはスポーティングレギュレーションの整合性の問題点のあおりを受けたと指摘されている。そのため、記録上の初入賞は第6戦の10位入賞となる。
2021年9月1日、自身のInstagramにて2021年シーズン限りでの引退を発表。直後に新型コロナウイルスへの感染が確認され2戦の欠場を余儀なくされる憂い目にもあったが、復帰したトルコGPとメキシコGPでそれぞれ8位入賞を果たした。ラストランとなったアブダビGPではブレーキトラブルでリタイアとなった。最終結果は10ポイントを獲得しドライバーズランキング16位。1年を通じたオーバーテイク数はベッテル、アロンソに次ぐ3番目に多い数を記録した。

## F1引退後
2022年1月、モトクロス世界選手権に参戦するカワサキ・レーシングのチーム代表に就任することが発表された。
同年5月26日、8月に開催されるNASCARカップシリーズ第25戦のワトキンズグレン戦にトラックハウス・レーシングの国際ドライバー招待枠『PROJECT 91』からスポット参戦することが発表された。NASCAR参戦は11年ぶりだが、カップ・シリーズは初めてとなる。91号車シボレー・カマロZL1をドライブし、予選27番手から8番手まで順位を上げるも44周目に接触からコース外に弾かれてリタイアとなった。
2023年3月27日、前年と同じ体制でサーキット・オブ・ジ・アメリカズで行われたNASCARカップ・シリーズ第6戦に参戦。22番手でスタートし、レース終盤4番手にまで上げるもののイエローコーションからの再開時にインシデントに巻き込まれるような形でスピンを喫し27位でゴールしたが、タイム加算ペナルティを受け最終的に29位となった。このレースではジェンソン・バトンがNASCARカップ・シリーズにデビューしており、二人の元F1ワールドチャンピオンが揃って出場するレースとなった。

## 人物・エピソード

### 基礎情報
- 身長175cm　体重71kg　血液型はA型[108]。
- 2004年に元ミス・スカンジナビアのモデル、ジェンニ・ダールマンと結婚。2013年にはフィンランドのタブロイド紙に離婚報道が載せられた[109]。その後正式に離婚。
- 2015年にはファッションモデル、ミント・ビルタネンとの間に長男ロビンが生まれた。長らく事実婚状態だったが、[110]2016年イタリアのトスカナで少人数の関係者の下挙式。ミント・ライコネンと改姓した。国際映像でも頻繁に映されている。2017年に長女リアンナが誕生[111]。
- 兄はラリードライバーのラミ・ライコネン。その息子で、キミの甥にあたるユストゥス・ライコネンもラリードライバーを志しており、2022年に17歳でラリー・フィンランド史上最年少で参戦した。キミはユストゥスの名付け親でもあり、幼い頃から彼をたいへん可愛がった[112]。

### 評価
- ロータス（2016年よりハース）でロマン・グロージャンの担当エンジニアを務めた小松礼雄によると「多くは語らないが必要な事を的確に言ってくれる。フィードバックは常に冷静である。ライコネンが言った事をやれば必ず結果につなげてくる。その逆がハイドフェルドで、重要ではないことを細かく指摘してくるが、結果は変わらなかった」と述べている。またかつてフェラーリに在籍していた浜島裕英も「勝つために実にいいことを指摘してくれる」と語っている[113]。

### 性格・言動
- 常にクールで無口な性格からニックネームは「アイスマン」。2002年にマクラーレンに移籍した際、チーム代表のロン・デニスによって命名された[114]。
- 相当なマイペースな性格[115]で知られる。しかしその一方でレースに賭ける姿勢は非常に情熱的である、とF1デビュー以来のトレーナーは証言している[116]。
- トラブルやアクシデントで好機を逃した時でさえマシンやチームに対して批判せず「望んでいたポジションじゃない」などと事務的な口調を取る[117]。
- 自身久しぶりとなるポールポジションを獲得した2018年イタリアグランプリの予選後もライコネン自身は表情を変えなかったのに対し、ミントゥ夫人は涙を流して喜んだ[118]。
- 雑誌などのインタビューでも口数が少なく、ボソボソとした喋り方や、あまり英語の滑舌が良くないことから「記者泣かせ」と揶揄される。フェラーリ復帰後は度々国際無線で彼の大きなだみ声の英語が聞かれる。
- 母親のパウラによれば、子供の頃から常に自分のやり方を貫いており、いったん何かを決意すれば、誰もそれを変えることはできないという[114]。
- フェラーリでチームメイトだったフェリペ・マッサは「キミとはうまくやれたと思うけど、何というか、友情はおろか人と人の関係が皆無だったよ。彼は自分の世界に引きこもって、他人のことにまるで関心を示さないんだ」と振り返っている[119]。またロータスで2年間チームメイトだったロマン・グロージャンは、「僕らは付き合いがないんだ」「だからさ、スパ（ベルギーGP）でキミから“子どもの誕生おめでとう”って言われたときはびっくりしたよ。だって、この2年間でキミが僕に言ったのはそれだけだったからね」と語っている[120]。
- 基本的に他のF1ドライバーとの交友はないが、フェラーリでコンビを組んだこともあるセバスチャン・ベッテルとは公式会見などでも度々仲の良さを垣間見せており[121]、スイスの住まいが近く、たまにバドミントンをして楽しむ仲である。ライコネン自身もベッテルとの関係を「友情」と認めている[122]。他にもアルファロメオでのチームメイトであるアントニオ・ジョヴィナッツィとも友人であると公言している[123]。
- F1ドライバーの選手会組織であるグランプリ・ドライバーズ・アソシエーション（GPDA）に対して距離を置いており、F1参戦開始から15年以上経過した2017年12月になるまでGPDAに未加入だった[124]。なおその理由は明らかにされていない。
- 近年のF1では政治的な駆け引きが頻繁に発生するが、彼はそのような動向にはほとんど興味をもっていない。また新レギュレーションでレースに関わる動向で他のドライバーの間で賛否両論が出た時も、彼の場合は、やはり「様子を見てみよう」で締めることが多い。
- 2012年に初開幕されたインドグランプリ前に「シミュレーターから学ぶことは一つもない」と述べており、シミュレーターでの作業を敬遠している。
- 2006年ブラジルグランプリのレース前、ダミーグリッド上でマーティン・ブランドルからインタビューを受けた際、シューマッハへの引退記念トロフィー授与式を欠席した理由を聞かれると"I was having a s**t"（用を足していた）と放送禁止用語で答えてブランドルを困惑させた[125]。
  - 2012年アブダビグランプリでも表彰台インタビューでベッテルとともに放送禁止用語を使ってしまい、司会のデビッド・クルサードが視聴者へ謝罪した。国際自動車連盟 (FIA) は各チームへ書簡を送り、ドライバーにプロとしての自覚を持つよう指導した[126]。
- 2012年ドイツグランプリが開催されたホッケンハイムのパドック駐車場のフェンスを乗り越えようとして転倒した瞬間を写真に収められた。「キミは急いでいたんだよ。駐車場へ近道しようとしていたからね」。このほか「右足がフェンスに引っかかり、車の上に倒れ、彼は“f**k”と大声で叫んで、すぐに起き上がって駐車場を後にした」とも報じられた[127]。
- 2018年には自伝となる書籍『Tuntematon Kimi Räikkönen』（カリ・ホタカイネン(Kari Hotakainen)著、SILTALA社）がフィンランドで発売され[128]、その後各国で翻訳版が発売されている（英語版のタイトルは『The Unknown Kimi Raikkonen』）。フィンランドでは「2018年におけるダントツのベストセラー」となった[129]。日本語版は『知られざる キミ・ライコネン』のタイトルで三栄書房から発売されている[130]。

### 趣味・嗜好
- 現代のF1ドライバーとしては非常に珍しい喫煙者である。これまでライコネンが喫煙する古い画像が何度かインターネット上に流出していたが、最新のものは2014年の日付である[131][132]。
- 大の酒好きとしても知られ、表彰台でのシャンパンファイトでは、まずシャンパンを一口飲んでから参加する。大逆転でワールドチャンピオンを勝ち取った2007年最終戦ブラジルグランプリでは、表彰台に上がった途端にシャンパンを口にした。宗教上の理由からシャンパンの代わりにローズウォーターを使用するバーレーングランプリの表彰台では、一口含んだ後はすぐにボトルを渡してしまった。
  - 2004年のシーズンオフには酔って大騒ぎし、歩道に寝転んでいる写真が新聞に掲載された[133]。
  - 2006年モナコグランプリではリタイヤ後にピットへ戻らず、港に停泊している自身の所有するクルーザーに乗り込み、水着姿で飲酒をしながら観戦している姿が国際放送で映し出された。
  - 2008年ハンガリーグランプリではライコネン3位、同郷のヘイキ・コバライネンが優勝したが、この時2人ともシャンパンを一口飲んでからシャンパンファイトに参加していた。
  - ドイツの「ビルド・アム・ゾンタック」によると、2006年ハンガリーグランプリ後に催されたレッドブルのパーティーに出席し、酒に酔って7,500ドル以上入った財布と、運転免許証とパスポートを紛失したと報道された[134]が、イタリアの「ガゼッタ・デロ・スポルト」によると、パーティー後に飲酒運転で摘発され、7,500ドルは罰金で、運転免許証とパスポートは没収されたと伝えられている[135]。しかし、レッドブルの発表によると、ライコネンはパーティーに出席すらしていないらしい。
  - 2012年アブダビグランプリでは優勝後にチームスタッフと記念写真を撮った際、ビール瓶片手にポーズをとり、「イスラム教国家において、公にアルコール飲料でお祝いすることは不適切である」と批判された[136]。
  - 2016年スペイングランプリでは2位表彰台に乗り、3位はチームメイトのベッテル。シャンパンファイトが始まると2人同時にシャンパンを一口飲み、それから通常のシャンパンファイトを行った。2008年ハンガリーグランプリにてコバライネンと同時に飲んだ時から実に8年ぶりである。
  - 2018年ロシアグランプリにてメルセデスのバルテリ・ボッタスは優勝が確実視される中、最終的にチームオーダー発令により勝利を手放した。ライコネンは失意のボッタスに対し「ビールでも飲んで忘れろ」とアドバイスした[137]。
  - このライコネンの酒好きのエピソードはF1速報で連載されているグランプリ天国でもマクラーレンに移籍した2002年からこのネタが度々登場しているほどである。
- 2007年シーズン開幕前、地元フィンランドのスノーモービルレースに「ジェームス・ハント」名を使って出走し優勝した[138]。シーズン中には地元のパワーボートレースにゴリラの着ぐるみで変装して参加した[139]。また、2009年シーズン開幕前にもスノーモービルレースに出走し優勝している。
- 2012年モナコグランプリではジェームス・ハント仕様のヘルメットを使用して参戦した[140]。翌2013年の同グランプリにはジェームス・ハントをデザインしたヘルメットを使用している[141]。また、2006年の同グランプリではスポンサー活動の一環により、600個のダイヤモンドが埋め込まれた特注ヘルメットを使用した[142]。
- 2011年12月にスノーモービル・レースに参加し、転倒して手首に軽傷を負ったと公表された[143]。しかし、実際には転倒時に骨折していたことが開幕前のテレビ番組出演時に明かされた[144]。

### 愛車
- 人生で最初の車は、母親の友人からもらったラーダ。赤い車体を自分で黒く塗装していた。エンジンブローしても、父親がスペアのエンジンをたくさん持っていたので、必要になれば交換していたらしい[145]。
- 2007年イタリアグランプリでは「Iceman」のロゴが入ったバイクで現れた[146]。また、2007年度チャンピオンシップを優勝したことから「Iceman」を製造したドイツのヴァルツ・ハードコア社からカスタムメイドのチョッパー・バイク「Iceman II」を贈られた。「Iceman」は当時所属したマクラーレンに合わせて黒、「Iceman II」はフェラーリ・レッドとなっている[147]。
- 2007年の前半に自家用クルーザー『Sunseeker Predator 72』（価格は約350万ユーロ）を購入したが、岩礁に乗り上げた際に破損した。2008年の中旬に2台目の『Sunseeker Predator 108』（価格は約1,000万ユーロ）へ買い換えている[148]。

### レースでの出来事
- スパ・フランコルシャンとは相性が良く、2004・2005・2007・2009と3連勝を含み4度優勝しており、リタイアに終わった2008年ではラスト2周までトップを走行していた（2006年は未開催）。またバーレーンGPも相性は良く、初開催の2004年はリタイアであったが、その後は2017年まで11回連続で入賞、さらに8回表彰台に上がっている（ただし、優勝は無い）。一方でドイツで開催されるグランプリでは極端に完走率が低い。ホッケンハイムでは2001年から2005年まで5年連続リタイア。2006年にようやく3位表彰台を獲得した。ニュルブルクリンクでも2005年の最終ラップに起きたアクシデントを含め、7回出走して5回リタイアしている。しかし2012年に再びF1に復帰して以降、引退までホッケンハイム、ニュルブルクリンク共に完走率100%を記録したため、F1キャリア二期目以降は、相性を取り戻した。
- 2005年イタリアグランプリ（モンツァ・サーキット）において、F1史上最高速度370.1km/hを記録している。
- 2001年のブラジルグランプリ。インテルラゴスサーキットの最終コーナーでコースアウトするも、咄嗟の判断でサポートレース用のピットレーンに飛び込み、そのままレーンを駆け抜け、大きなタイムロスをすることなくコースに復帰するという技を見せた。
  - 2012年のブラジルグランプリ。11年前と同じコーナーでコースアウト。再びサポートレース用のピットレーンに飛び込むが、レーン出口へのゲートが閉鎖されていて、コースに復帰することができず、Uターンした後グラベルを突っ切ってコースに復帰した。[149]
- 2009年マレーシアグランプリが豪雨により赤旗中断された際、戦略ミスですでに15位まで順位を落としていたライコネンはマシンをピットに戻し再スタートしない方針を早々に決定したが、直後に着替えてパドックでチョコレートアイスクリームを食べている姿を国際映像に映し出された[150]。
  - 2012年マレーシアグランプリではロータス公式のリリース文章とともに、プレス関係者にチョコレートアイスクリームをプレゼントした[151]。さらに2013年シーズンの開幕戦メルボルンにて、チョコレートアイスクリームを模したUSBメモリをプレス関係者にプレゼントしている[152]。これらはロータスの広報担当がライコネンのキャラクターを活かして企画したもの。
- F1復帰後の初勝利となった2012年アブダビグランプリでは無線でのエンジニアとのやりとりが話題となった。セーフティカー導入中、確認事項を伝えるエンジニアに対してLeave me alone, I know what I'm doing（放っておいてくれ。自分がしていることは分かっている）、Yes yes yes, I'm doing all the time you don't have to remind every second（はい、はい、はい、はい、いつもやってるって。何度も繰り返さなくていい）と返答した[153][154]。後日、ライコネンはチームスタッフにこのフレーズが書かれたTシャツをプレゼントし[155]、チームの公式グッズとしても発売された。
- 2017年スペイングランプリではスタート直後の1コーナーでアクシデントに巻き込まれあっという間にリタイアとなってしまった。すると、ライコネンのリタイアに号泣するファンの男の子が国際映像に映し出された。これを見かねたフェラーリチームはその男の子を普段一般のファンは立ち入れないパドックに特別に招待し、ライコネン本人と対面させるサプライズを贈っている。このサプライズには世界中からライコネン、フェラーリチーム、ピットレーン入場を許可したF1オーナーのリバティ・メディアに称賛の声が相次いだ[156]。後にこのストーリーは2018年のローレウス賞にノーミネートされた[157]。
- 2018年イギリスグランプリではスタート直後にタイヤをロックさせてハミルトンに接触[158]、これに対してレース後ハミルトンが「フェラーリは”面白い戦術を採った”」、メルセデスチーム側が「意図的なのか、無能なのか」と発言するほど不快感を露わにし、更に自らの妻がこれに反論する[159]など、場外でヒートアップする一幕があったが、ライコネン自身はレース後「僕のミス、ペナルティを科されたのも当然」とコメント[160]、解説者として観戦していたニコ・ロズベルグも「（前戦オーストリアGPでも後ろに付けていたベッテルに全く譲る気配も無く2位を守り切ったように）キミは自分の為にレースをしている、彼にしては珍しいミスだが、故意は有り得ない」とコメントした[158] 。レース翌日、ハミルトンやメルセデスチームは前日の発言を撤回した[161]。
- 2014年のフェラーリ移籍後から2018年アメリカGPで優勝するまでの連続未勝利レース数は96戦に渡り、これは歴代のフェラーリドライバーにおいてワースト記録である。これまでの記録はフェリペ・マッサの86戦。
- 2018年アメリカGPでの優勝は2013年オーストラリアGP以来となる113戦ぶりの優勝となり、優勝の歴代最長ブランクを更新した。これまでの記録はリカルド・パトレーゼの99戦。またこの優勝により、V10・V8・V8+KERS・V6ハイブリッドの各エンジン／PUで優勝した唯一のドライバーとなった。[162]
- 2017年モナコGPでのポールポジションは2008年フランスGP以来約9年、129戦ぶりのポールポジションになった。[163]

### チームオーナー
- マネージャーは、F1参戦前からディビッド・ロバートソン、スティーブ・ロバートソン親子。彼らは、ジェンソン・バトンを発掘した人物でもある。また、ライコネンと共同で「ライコネン・ロバートソン・レーシング」を2004年11月から運営し、イギリスF3に参戦。マイク・コンウェイ、ブルーノ・セナ、中嶋大祐、フェリペ・ナスル、マーカス・エリクソンらが在籍し、2006年にコンウェイがシリーズチャンピオンを獲得している。2010年シーズン末で株式をアンソニー・ハイアットに売却したが、「Double R Racing」の名で現在もBRDCイギリスF3、F4に参戦中である[164]。
- 2011年にはライコネン自身がオーナーを務める「ICE 1 Racing」を立ち上げ、2011年のみライコネンのドライブでWRCに参戦した。また設立当初から「ICE 1 Racing」にはモトクロス・チームも存在し、モトクロス世界選手権やフィンランドの選手権等に参戦している[165][166]。

### その他
- 2010年にラリー・ジャパンへ参戦した際、千歳アウトレットモール・レラで行なわれたPRイベント「レッドブル・ライコネン・チャレンジ」に参加。モール内の特設コースにて一般参加者と電動カートでタイムアタック競争を行なった[167]。日本でのファンイベントに登場する珍しい機会とあって、女性ファンからの声援が多かった。
- 2012年のウィリアムズからのF1復帰に関して、その情報をリークさせたのは元F1ドライバーの井上隆智穂であった[168][169]。twitterでウィリアムズとライコネンの契約発言を行ったものの結局誤報となった。しかしその後にはロータス・ルノーGPから正式に復帰が発表されるおよそ6時間前に、twitterでライコネンがロータス・ルノーGPから復帰するという情報をリークさせた。
- フォーミュラ・ルノー時代に一年間の兵役義務が重なっていたが、レースのために70日間休みをもらえていた。兵役を頑張れば余分の休みがもらえたという。またAWOL（無許可離隊）で軍刑務所に短期間収監されたことがあり、ドニントンでのレースに間にあわせるため必死に軍幹部を説得した[170]。
- 兄であるラミ・ライコネンもレーシングドライバーであり、レーシングカートで活躍した後にラリーストに転向している。

## レース戦績

### 略歴
| 年   | シリーズ                                                   | チーム                                                              | レース | 勝利 | PP | FL | 表彰台 | ポイント | 順位 |
| ---- | ---------------------------------------------------------- | ------------------------------------------------------------------- | ------ | ---- | -- | -- | ------ | -------- | ---- |
| 1999 | ヨーロッパ・フォーミュラ・フォード                         | ?                                                                   | 2      | ?    | ?  | ?  | ?      | ?        | 5位  |
| 1999 | フォーミュラ・フォード フェスティバル                      | コンチネンタル・レーシング・ヴァン・ディーメン                      | 1      | 0    | 0  | ?  | ?      | N/A      | NC   |
| 1999 | フォーミュラ・ルノー2000 UK ウィンター・チャンピオンシップ | マノー・モータースポーツ                                            | 4      | 4    | 4  | ?  | ?      | 40       | 1位  |
| 1999 | フォーミュラ・ルノー2000 UK                                | ヘイウッド・レーシング                                              | 4      | 0    | 0  | ?  | ?      | ?        | ?    |
| 2000 | フォーミュラ・ルノー2000 UK                                | マノー・モータースポーツ                                            | 10     | 7    | 6  | 7  | 10     | 316      | 1位  |
| 2000 | フォーミュラ・ルノー2000 ユーロカップ                      | マノー・モータースポーツ                                            | 2      | 2    | 1  | ?  | ?      | 62       | 7位  |
| 2001 | フォーミュラ1                                              | レッドブル・ザウバー・ペトロナス                                    | 17     | 0    | 0  | 0  | 0      | 9        | 10位 |
| 2002 | フォーミュラ1                                              | ウエスト・マクラーレン・メルセデス                                  | 17     | 0    | 0  | 1  | 4      | 24       | 6位  |
| 2003 | フォーミュラ1                                              | ウエスト・マクラーレン・メルセデス                                  | 16     | 1    | 2  | 3  | 10     | 91       | 2位  |
| 2004 | フォーミュラ1                                              | ウエスト・マクラーレン・メルセデス                                  | 18     | 1    | 1  | 2  | 4      | 45       | 7位  |
| 2005 | フォーミュラ1                                              | ウエスト・マクラーレン・メルセデス チーム・マクラーレン・メルセデス | 19     | 7    | 5  | 10 | 12     | 112      | 2位  |
| 2006 | フォーミュラ1                                              | チーム・マクラーレン・メルセデス                                    | 18     | 0    | 3  | 3  | 6      | 65       | 5位  |
| 2007 | フォーミュラ1                                              | スクーデリア・フェラーリ・マールボロ                                | 17     | 6    | 3  | 6  | 12     | 110      | 1位  |
| 2008 | フォーミュラ1                                              | スクーデリア・フェラーリ・マールボロ                                | 18     | 2    | 2  | 10 | 9      | 75       | 3位  |
| 2009 | フォーミュラ1                                              | スクーデリア・フェラーリ・マールボロ                                | 17     | 1    | 0  | 0  | 5      | 48       | 6位  |
| 2009 | 世界ラリー選手権                                           | トミ・マキネン・レーシング                                          | 1      | 0    | -  | -  | 0      | 0        | NC   |
| 2010 | 世界ラリー選手権                                           | シトロエン・ジュニアチーム                                          | 11     | 0    | -  | -  | 0      | 25       | 10位 |
| 2011 | 世界ラリー選手権                                           | Ice 1 レーシング                                                    | 9      | 0    | -  | -  | 0      | 34       | 10位 |
| 2011 | NASCAR キャンピング・ワールド・トラック・シリーズ          | カイル・ブッシュ・モータースポーツ                                  | 1      | 0    | 0  | 0  | 0      | N/A      | NC   |
| 2011 | NASCAR ネイションワイド・シリーズ                          | NEMCO モータースポーツ                                              | 1      | 0    | 0  | 0  | 0      | N/A      | NC   |
| 2012 | フォーミュラ1                                              | ロータスF1チーム                                                    | 20     | 1    | 0  | 2  | 7      | 207      | 3位  |
| 2013 | フォーミュラ1                                              | ロータスF1チーム                                                    | 17     | 1    | 0  | 2  | 8      | 183      | 5位  |
| 2014 | フォーミュラ1                                              | スクーデリア・フェラーリ                                            | 19     | 0    | 0  | 1  | 0      | 55       | 12位 |
| 2015 | フォーミュラ1                                              | スクーデリア・フェラーリ                                            | 19     | 0    | 0  | 2  | 3      | 150      | 4位  |
| 2016 | フォーミュラ1                                              | スクーデリア・フェラーリ                                            | 21     | 0    | 0  | 1  | 4      | 186      | 6位  |
| 2017 | フォーミュラ1                                              | スクーデリア・フェラーリ                                            | 20     | 0    | 1  | 2  | 7      | 205      | 4位  |
| 2018 | フォーミュラ1                                              | スクーデリア・フェラーリ                                            | 21     | 1    | 1  | 1  | 12     | 251      | 3位  |
| 2019 | フォーミュラ1                                              | アルファロメオ・レーシング                                          | 21     | 0    | 0  | 0  | 0      | 43       | 12位 |
| 2020 | フォーミュラ1                                              | アルファロメオ・レーシング・オーレン                                | 17     | 0    | 0  | 0  | 0      | 4        | 16位 |
| 2021 | フォーミュラ1                                              | アルファロメオ・レーシング・オーレン                                | 21     | 0    | 0  | 0  | 0      | 10       | 16位 |
| 2022 | NASCARカップ・シリーズ                                     | トラックハウス・レーシング                                          | 1      | 0    | 0  | 0  | 0      | N/A      | NC   |
| 2023 | NASCARカップ・シリーズ                                     | トラックハウス・レーシング                                          | 1      | 0    | 0  | 0  | 0      | N/A      | NC   |

- * : 今シーズンの順位。（現時点）

### フォーミュラ1
| 年     | エントラント   | シャシー | エンジン                     | 1       | 2       | 3       | 4       | 5       | 6       | 7       | 8       | 9       | 10       | 11      | 12      | 13      | 14      | 15      | 16      | 17      | 18      | 19       | 20      | 21      | 22      | WDC  | ポイント |
| ------ | -------------- | -------- | ---------------------------- | ------- | ------- | ------- | ------- | ------- | ------- | ------- | ------- | ------- | -------- | ------- | ------- | ------- | ------- | ------- | ------- | ------- | ------- | -------- | ------- | ------- | ------- | ---- | -------- |
| 2001年 | ザウバー       | C20      | ペトロナス 01A 3.0 V10       | AUS 6   | MAL Ret | BRA Ret | SMR Ret | ESP 8   | AUT 4   | MON 10  | CAN 4   | EUR 10  | FRA 7    | GBR 5   | GER Ret | HUN 7   | BEL Ret | ITA 7   | USA Ret | JPN Ret |         |          |         |         |         | 10位 | 9        |
| 2002年 | マクラーレン   | MP4-17   | メルセデス FO 110M 3.0 V10   | AUS 3   | MAL Ret | BRA 12  | SMR Ret | ESP Ret | AUT Ret | MON Ret | CAN 4   | EUR 3   | GBR Ret  | FRA 2   | GER Ret | HUN 4   | BEL Ret | ITA Ret | USA Ret | JPN 3   |         |          |         |         |         | 6位  | 24       |
| 2003年 | マクラーレン   | MP4-17D  | メルセデス FO 110M/P 3.0 V10 | AUS 3   | MAL 1   | BRA 2   | SMR 2   | ESP Ret | AUT 2   | MON 2   | CAN 6   | EUR Ret | FRA 4    | GBR 3   | GER Ret | HUN 2   | ITA 4   | USA 2   | JPN 2   |         |         |          |         |         |         | 2位  | 91       |
| 2004年 | マクラーレン   | MP4-19   | メルセデス FO 110Q 3.0 V10   | AUS Ret | MAL Ret | BHR Ret | SMR 8   | ESP 11  | MON Ret | EUR Ret | CAN 5   | USA 6   |          |         |         |         |         |         |         |         |         |          |         |         |         | 7位  | 45       |
| 2004年 | マクラーレン   | MP4-19B  | メルセデス FO 110Q 3.0 V10   |         |         |         |         |         |         |         |         |         | FRA 7    | GBR 2   | GER Ret | HUN Ret | BEL 1   | ITA Ret | CHN 3   | JPN 6   | BRA 2   |          |         |         |         | 7位  | 45       |
| 2005年 | マクラーレン   | MP4-20   | メルセデス FO 110R 3.0 V10   | AUS 8   | MAL 9   | BHR 3   | SMR Ret | ESP 1   | MON 1   | EUR 11  | CAN 1   | USA DNS | FRA 2    | GBR 3   | GER Ret | HUN 1   | TUR 1   | ITA 4   | BEL 1   | BRA 2   | JPN 1   | CHN 2    |         |         |         | 2位  | 112      |
| 2006年 | マクラーレン   | MP4-21   | メルセデス FO 108S 2.4 V8    | BHR 3   | MAL Ret | AUS 2   | SMR 5   | EUR 4   | ESP 5   | MON Ret | GBR 3   | CAN 3   | USA Ret  | FRA 5   | GER 3   | HUN Ret | TUR Ret | ITA 2   | CHN Ret | JPN 5   | BRA 5   |          |         |         |         | 5位  | 65       |
| 2007年 | フェラーリ     | F2007    | フェラーリ 056 2.4 V8        | AUS 1   | MAL 3   | BHR 3   | ESP Ret | MON 8   | CAN 5   | USA 4   | FRA 1   | GBR 1   | EUR Ret  | HUN 2   | TUR 2   | ITA 3   | BEL 1   | JPN 3   | CHN 1   | BRA 1   |         |          |         |         |         | 1位  | 110      |
| 2008年 | フェラーリ     | F2008    | フェラーリ 056 2.4 V8        | AUS 8   | MAL 1   | BHR 2   | ESP 1   | TUR 3   | MON 9   | CAN Ret | FRA 2   | GBR 4   | GER 6    | HUN 3   | EUR Ret | BEL 18  | ITA 9   | SIN 15  | JPN 3   | CHN 3   | BRA 3   |          |         |         |         | 3位  | 75       |
| 2009年 | フェラーリ     | F60      | フェラーリ 056 2.4 V8        | AUS 15  | MAL 14  | CHN 10  | BHR 6   | ESP Ret | MON 3   | TUR 9   | GBR 8   | GER Ret | HUN 2    | EUR 3   | BEL 1   | ITA 3   | SIN 10  | JPN 4   | BRA 6   | ABU 12  |         |          |         |         |         | 6位  | 48       |
| 2012年 | ロータス       | E20      | ルノー RS27-2012 2.4 V8      | AUS 7   | MAL 5   | CHN 14  | BHR 2   | ESP 3   | MON 9   | CAN 8   | EUR 2   | GBR 5   | GER 3    | HUN 2   | BEL 3   | ITA 5   | SIN 6   | JPN 6   | KOR 5   | IND 7   | ABU 1   | USA 6    | BRA 10  |         |         | 3位  | 207      |
| 2013年 | ロータス       | E21      | ルノー RS27-2013 2.4 V8      | AUS 1   | MAL 7   | CHN 2   | BHR 2   | ESP 2   | MON 10  | CAN 9   | GBR 5   | GER 2   | HUN 2    | BEL Ret | ITA 11  | SIN 3   | KOR 2   | JPN 5   | IND 7   | ABU Ret | USA     | BRA      |         |         |         | 5位  | 183      |
| 2014年 | フェラーリ     | F14 T    | フェラーリ 059/3 1.6 V6 t    | AUS 7   | MAL 12  | BHR 10  | CHN 8   | ESP 7   | MON 12  | CAN 10  | AUT 10  | GBR Ret | GER 11   | HUN 6   | BEL 4   | ITA 9   | SIN 8   | JPN 12  | RUS 9   | USA 13  | BRA 7   | ABU 10   |         |         |         | 12位 | 55       |
| 2015年 | フェラーリ     | SF15-T   | フェラーリ 060 1.6 V6 t      | AUS Ret | MAL 4   | CHN 4   | BHR 2   | ESP 5   | MON 6   | CAN 4   | AUT Ret | GBR 8   | HUN Ret  | BEL 7   | ITA 5   | SIN 3   | JPN 4   | RUS 8   | USA Ret | MEX Ret | BRA 4   | ABU 3    |         |         |         | 4位  | 150      |
| 2016年 | フェラーリ     | SF16-H   | フェラーリ 061 1.6 V6 t      | AUS Ret | BHR 2   | CHN 5   | RUS 3   | ESP 2   | MON Ret | CAN 6   | EUR 4   | AUT 3   | GBR 5    | HUN 6   | GER 6   | BEL 9   | ITA 4   | SIN 4   | MAL 4   | JPN 5   | USA Ret | MEX 6    | BRA Ret | ABU 6   |         | 6位  | 186      |
| 2017年 | フェラーリ     | SF70H    | フェラーリ 062 1.6 V6 t      | AUS 4   | CHN 5   | BHR 4   | RUS 3   | ESP Ret | MON 2   | CAN 7   | AZE 14† | AUT 5   | GBR 3    | HUN 2   | BEL 4   | ITA 5   | SIN Ret | MAL DNS | JPN 5   | USA 3   | MEX 3   | BRA 3    | ABU 4   |         |         | 4位  | 205      |
| 2018年 | フェラーリ     | SF71H    | フェラーリ 062 EVO 1.6 V6 t  | AUS 3   | BHR Ret | CHN 3   | AZE 2   | ESP Ret | MON 4   | CAN 6   | FRA 3   | AUT 2   | GBR 3    | GER 3   | HUN 3   | BEL Ret | ITA 2   | SIN 5   | RUS 4   | JPN 5   | USA 1   | MEX 3    | BRA 3   | ABU Ret |         | 3位  | 251      |
| 2019年 | アルファロメオ | C38      | フェラーリ 064 1.6 V6 t      | AUS 8   | BHR 7   | CHN 9   | AZE 10  | ESP 14  | MON 17  | CAN 15  | FRA 7   | AUT 9   | GBR 8    | GER 12  | HUN 7   | BEL 16  | ITA 15  | SIN Ret | RUS 13  | JPN 12  | MEX Ret | USA 11   | BRA 4   | ABU 13  |         | 12位 | 43       |
| 2020年 | アルファロメオ | C39      | フェラーリ 065 1.6 V6 t      | AUT Ret | STY 11  | HUN 15  | GBR 17  | 70A 15  | ESP 14  | BEL 12  | ITA 13  | TUS 9   | RUS 14   | EIF 12  | POR 11  | EMI 9   | TUR 15  | BHR 15  | SKH 14  | ABU 12  |         |          |         |         |         | 16位 | 4        |
| 2021年 | アルファロメオ | C41      | フェラーリ 065/6 1.6 V6 t    | BHR 11  | EMI 13  | POR Ret | ESP 12  | MON 11  | AZE 10  | FRA 17  | STY 11  | AUT 15  | GBR 1513 | HUN 10  | BEL 18  | NED WD  | ITA     | RUS 8   | TUR 12  | USA 13  | MXC 8   | SÃO 1213 | QAT 14  | SAU 15  | ABU Ret | 16位 | 10       |

- 太字はポールポジション、斜字はファステストラップ。(key)
- † : リタイアだが、90%以上の距離を走行したため規定により完走扱い。
- 決勝順位右上の小数字はスプリント予選での順位。

### WRC
| 年     | エントラント               | 車両                               | 1      | 2       | 3     | 4     | 5   | 6      | 7      | 8      | 9       | 10      | 11      | 12      | 13      | WDC  | ポイント |
| ------ | -------------------------- | ---------------------------------- | ------ | ------- | ----- | ----- | --- | ------ | ------ | ------ | ------- | ------- | ------- | ------- | ------- | ---- | -------- |
| 2009年 | トミ・マキネン・レーシング | フィアット・グランデ・プント S2000 | IRE    | NOR     | CYP   | POR   | ARG | ITA    | GRC    | POL    | FIN Ret | AUS     | ESP     | GBR     |         | NC   | 0        |
| 2010年 | シトロエン・ジュニアチーム | シトロエン・C4 WRC                 | SWE 29 | MEX Ret | JOR 8 | TUR 5 | NZL | POR 10 | BUL 11 | FIN 25 | DEU 7   | JPN Ret | FRA Ret | ESP DNS | GBR 8   | 10位 | 25       |
| 2011年 | ICE 1 レーシング           | シトロエン・DS3 WRC                | SWE 8  | MEX     | POR 7 | JOR 6 | ITA | ARG    | GRC 7  | FIN 9  | DEU 6   | AUS WD  | FRA Ret | ESP Ret | GBR Ret | 10位 | 34       |

- 太字はポールポジション、斜字はファステストラップ。(key)